# Đại Việt
Đại Việt (大越; literalmente Grande Việt), foi uma monarquia vietnamita no sudeste da Ásia continental oriental, do século X até o início do século XIX, centrada na região da atual Hanói. Seu nome inicial, Đại Cồ Việt (chữ Hán: 大瞿越) foi estabelecido em 968 pelo governante Đinh Bộ Lĩnh depois que ele encerrou a Anarquia dos 12 Senhores da Guerra, até o início do reinado de Lý Thánh Tông (r. 1054–1072), o terceiro imperador da dinastia Lý. Đại Việt durou até o reinado de Gia Long (r. 1802–1820), o primeiro imperador da dinastia Nguyễn, quando o nome foi alterado para Việt Nam em 1804. Sob o domínio da diplomacia bilateral com a China Imperial, era conhecido como Principado de Giao Chỉ (chữ Hán: 交趾) (975–1164) e Reino de Aname (chữ Hán: 安南) (1164–1804) quando o Imperador Xiaozong de Song elevou o status de Đại Việt de principado para reino.  
A história de Đại Việt foi dividida no governo de oito dinastias: Đinh (968–980), Lê Inicial (980–1009), Lý (1009–1226), Trần (1226–1400), Hồ (1400–1407) e Lê Posterior (1428–1789) Mạc (1527–1677); e a curta Tây Sơn (1778-1802). Foi brevemente interrompido pela dinastia Hồ (1400–1407), que mudou o nome do país para Đại Ngu (chữ Hán: 大虞) e pela Quarta Era de Dominação do Norte (1407–1427), quando a região foi administrada como Jiaozhi pela dinastia Ming. :181 A história do Vietnã também pode ser dividida em dois períodos: o estado unificado, que durou de 960 a 1533, e o estado fragmentado, de 1533 a 1802, quando havia mais de uma dinastia e vários clãs nobres governando simultaneamente seus próprios domínios. Do século XIII ao XVIII, as fronteiras do Vietnã se expandiram para abranger um território que lembrava o atual Vietnã, que fica ao longo do Mar da China Meridional, do Golfo de Tonquim ao Golfo da Tailândia.
O antigo Đại Việt surgiu na década de 960 como uma monarquia hereditária, com o budismo Maaiana como religião estatal, e durou seis séculos. A partir do século XVI, o país enfraqueceu gradualmente e se descentralizou em múltiplos sub-reinos e domínios, governados simultaneamente pelas famílias Lê, Mạc, Trịnh ou Nguyễn. Foi brevemente unificada pelos irmãos Tây Sơn em 1786, que a dividiram entre si em 1787. Após a guerra de Lê-Mạc, seguida pela Guerra de Trịnh-Nguyễn e as guerras de Tây Sơn que terminaram com uma vitória final de Nguyễn e a destruição da dinastia Tây Sơn, Đại Việt foi reunificado, encerrando 262 anos de fragmentação com a fundação da dinastia Nguyễn em 1802. De 968 a 1804, Đại Việt floresceu e adquiriu poder significativo na região. O estado anexou lentamente os territórios de Champá e Camboja, expandindo os territórios vietnamitas para o sul e oeste. O estado de Đại Việt foi o principal precursor do país do Vietnã e a base de sua identidade histórica e cultural nacional.

## Etimologia

### Việt
O termo Việt (Yue) (em chinês: 越; pinyin: Yuè; Cantonês Yale: Yuht; Wade-Giles: Yüeh4; em vietnamita:  Việt) no chinês médio inicial foi escrito pela primeira vez usando o logograma "戉" para um machado (um homófono) em inscrições de osso de oráculo e bronze do final da dinastia Shang ( c. 1200 a.C.), e mais tarde como "越".  Na época, pode ter se referido a um povo ou chefe do noroeste dos Shang, como os Yuefang.   Segundo Ye Wenxian (1990) e Wan (2013), o etnônimo dos Yuefang no noroeste da China não está associado ao dos Baiyue no sudeste da China.  No início do século VIII a.C., uma tribo no meio do Yangtzé era chamada de "Yangyue", um termo mais tarde usado para pessoas mais ao sul.  Entre os séculos VII e IV a.C., Yue/Việt referia-se ao estado de Yue na bacia do baixo Yangtze e ao seu povo.  
A partir do século III a.C., o termo foi usado para as populações chinesas não-han do sul e sudoeste da China e do norte do Vietnã, com grupos étnicos específicos chamados Minyue, Ouyue, Luoyue (em vietnamita: Lạc Việt), etc., coletivamente chamados de Baiyue (em chinês: 百越; pinyin: Bǎiyuè; Cantonês Yale: Baak Yuet; em vietnamita:  Bách Việt; literalmente: "Cem Yue/Việt").   O termo Baiyue (ou Bách Việt ) apareceu pela primeira vez no livro Lüshi Chunqiu, compilado por volta de 239 a.C.  A princípio, Yue se referia a todos os povos do sul que praticavam o cultivo de corte e queima não chinês e viviam em casas sobre palafitas, mas essa definição não sugere que todos os Yue eram iguais e falavam a mesma língua. Eram sociedades tribais independentes ou pouco conectadas, pertencentes a um complexo etnolinguístico diverso.  À medida que o poder imperial chinês se expandia para o sul, as fontes chinesas generalizaram as tribos do norte do Vietname na época como Yue, ou Luoyue e Ouyue (Lạc Việt e Au Viet). Com o tempo, o termo Yue transformou-se numa designação geopolítica em vez de um termo para um grupo de pessoas, e tornou-se mais um termo histórico e político do que um termo ligado a conotações de barbárie.  Durante o período de domínio chinês, muitos estados e rebeliões na antiga região de Yue (sul da China e norte do Vietname) usaram o nome Yue como um antigo nome geopolítico e não como um etnônimo. 
Quando a palavra Yue (chinês médio: ɦʉɐt̚ ) foi emprestada para a língua vietnamita durante o final da dinastia Tang (618–907) pelos povos austro-asiáticos de língua Viet-Muong, que eram os ancestrais do moderno vietnamita Kinh, o exônimo foi gradualmente localizado e se tornou um endônimo do vietnamita.  Esse endônimo pode ter se manifestado de diferentes formas, dependendo de como os povos vizinhos interagiam e se referiam aos vietnamitas naquela época. Por exemplo, até aos dias de hoje, os Cham têm chamado os vietnamitas de Yuen (Yvan), desde o reinado de Harivarman IV (1074–1080) até ao presente.  É evidente que as elites vietnamitas tentaram vincular a sua identidade étnica aos antigos Yue através de tradições construídas durante o final do período medieval.  Entretanto, todos os endônimos e exônimos que se referem aos vietnamitas, como Viet, Kinh ou Kra-Dai Keeu, estão relacionados a estruturas políticas ou têm origens comuns no antigo imaginário geográfico chinês. Na maioria das vezes, os ancestrais de língua austro-asiática do Kinh moderno, sob um único governante, podem ter assumido para si uma designação semelhante ou idêntica, inerente ao pronome moderno de primeira pessoa do vietnamita ta ("nós, eu"), para se diferenciar de outros grupos. No uso coloquial mais antigo, ta correspondia a "nosso" em oposição a "deles" e, durante os tempos coloniais, eles eram nước ta ("nosso país") e tiếng ta ("nossa língua"), em contraste com nước tây ("países ocidentais") e tiếng tây ("línguas ocidentais"). 

### Đại Cồ Việt
Đại Cồ Việt foi o nome escolhido por Đinh Bộ Lĩnh para seu reino quando se declarou imperador em 966. Provavelmente é derivado do vernáculo Cự Việt ("Grande Việt") ou Kẻ Việt ("Região de Việt"), com o sino-vietnamita Đại ("grande") adicionado como prefixo. O nome apareceu no texto do século XV Đại Việt sử ký toàn thư mas não no texto anterior do século XIII ou XIV Đại Việt sử lược. De acordo com Momoki Shiro, Đại Cồ Việt pode ter sido o resultado de um erro nos registros ou inventado durante a compilação de registros antigos.

### Đại Việt
Quando Lý Nhật Tôn ascendeu ao trono em 1054, ele abandonou o termo vernáculo nôm Cồ de Đại Cồ Việt e encurtou para Đại Việt.  O termo Đại Việt Quốc ("o Grande Estado Việt") foi encontrado em inscrições de tijolos de Hoa Lư, a primeira capital do governo, datada do século X d.C. O nome Đại Việt é a versão mais literária do nome e estava em uso desde antes de sua formalização em 1054. 

## História

### Origens
Durante mil anos, a área do que é hoje o norte do Vietnã foi governada por uma sucessão de dinastias chinesas como Nanyue, Giao Chỉ (交趾, Jiaozhi), Giao Châu (交州, Jiaozhou), Aname e Circuito de Jinghai. 
O antigo norte do Vietnã e particularmente o Delta do Rio Vermelho eram habitados por vários grupos etnolinguísticos que constituíam os atuais povos de língua Hmong-Mien, Tibeto-Birmanesa, Kra-Dai e Austro-asiática. Sociedades antigas surgiram e existiram lá por um tempo antes da conquista Han em 111 a.C., como as culturas Phùng Nguyên e Dong Son. Ambos praticavam metalurgia e técnicas sofisticadas de fundição de bronze. Eles eram chamados de Yue e bárbaros pelos chineses e coletivamente entendidos como não chineses. Os textos chineses antigos não fazem qualquer distinção entre cada tribo e não indicam com precisão com que línguas ou tribos interagiram no norte do Vietname.  Todos os povos que viviam sob a administração do império eram geralmente chamados de "povo" ( ren人) ou "súditos" ( min民). Não havia absolutamente nenhuma classificação ou distinção para "vietnamitas", e é difícil identificar as pessoas com precisão como tal ou inferir a etnia moderna da antiga.  É altamente provável que essas comunidades multilíngues interligadas possam ter evoluído até os dias atuais sem a consciência étnica moderna — até os esforços de classificação étnica realizados pelo governo colonial e pelos sucessivos governos da República do Vietnã, República Democrática do Vietnã e República Socialista do Vietnã — ao mesmo tempo em que mantiveram sua identidade étnica intangível. Não houve uma identidade “étnica vietnamita” persistente durante este período. 
Os livros didáticos oficiais de história vietnamita geralmente assumem que o povo do norte do Vietname durante o domínio chinês era Việt/Yue .  Os Yue eram grandes grupos de povos não chineses do sul, que incluíam muitos grupos etnolinguísticos diferentes que compartilhavam certos costumes.  Após o desaparecimento dos Baiyue e dos Lac Viet dos registros chineses por volta do primeiro século d.C., novos grupos tribais indígenas podem ter surgido na região sob o nome de Li-Lao. O povo Li-Lao também era conhecido por sua tradição de fundição de tambores. A cultura produziu tambores Heger Tipo II, enquanto a cultura Dong Son anterior do Lac Viet produziu tambores Heger Tipo I. 
A cultura Li-Lao floresceu aproximadamente de 200 a 750 d.C. no atual sul da China e norte do Vietnã. Essas tribos Li foram registradas em fontes chinesas como Lǐ (俚; "bandidos"), habitando as áreas costeiras entre o Rio das Pérolas e o Rio Vermelho. As estruturas políticas Li foram distribuídas em vários assentamentos/chefias autônomas (dong洞) localizados em vales fluviais. O Livro de Sui observa que os nobres Li que possuíam um tambor de bronze em cada dong eram chamados dulao (都老), o que Churchman argumenta ter alguma semelhança e conexão cultural com a classe dominante local anterior do Delta do Rio Vermelho.  As tribos Li foram descritas como bandidos ferozes que se recusaram a aceitar a autoridade imperial,  levando Jiaozhou, o coração do Delta do Rio Vermelho, a ser considerado pelos chineses como uma zona fronteiriça isolada com administração difícil e limitada.  Como o povo Li-Lao conseguiu manter-se afastado da esfera de influência cultural chinesa, a paisagem do norte do Vietname durante o período Han-Tang experimentou um grau de equilíbrio entre a sinificação e a localização.  Do século VI ao VII, as dinastias chinesas tentaram subjugar militarmente os Li dong, causando gradualmente o declínio da cultura Li-Lao.  
Em termos de cultura e linguística complexas, os efeitos importantes de dez séculos de domínio chinês sobre o norte do Vietnã ainda são observáveis. Algumas línguas nativas das regiões empregaram por muito tempo uma escrita sinítica e sistemas de escrita derivados do sinítico para representar suas línguas, como o vietnamita, o tày e o nùng. 
James Chamberlain acredita que o reino tradicional vietnamita era o centro-norte do Vietnã e o norte do Laos, não o Delta do Rio Vermelho. Com base em sua interpretação do exame de textos chineses de Keith Weller Taylor (Jiu Tangshu, Xin Tangshu, Suishu, Taiping Huanyu Ji, Tongdian), Chamberlain sugere que os povos Việt-Mường começaram a emigrar do Vietnã central ( Jiuzhen, Rinan ) para o Delta do Rio Vermelho no século VII, durante a dinastia Tang,  possivelmente devido à pressão dos Khmers no sul ou dos chineses no norte. Chamberlain especula que durante a rebelião liderada por Mai Thúc Loan, filho de uma família produtora de sal na província de Hoan (hoje província de Hà Tĩnh, centro-norte do Vietnã), que durou de 722 a 723, um grande número de vietnamitas sinicizados das terras baixas, ou Kinh, mudou-se para o norte. O Jiu Tangshu   registra que Mai Thúc Loan, também conhecido como Mai Huyền Thành, se autodenominou "o Imperador Negro" (possivelmente devido à sua pele morena) e que tinha 400.000 seguidores de 23 províncias em Aname e outros reinos, incluindo Champá e Chenla. 
No entanto, a arqueogenética demonstra que antes do período Đông Sơn, os habitantes do Delta do Rio Vermelho eram predominantemente austro-asiáticos: dados genéticos do cemitério Mán Bạc da cultura Phùng Nguyên (datado de 1800 a.C.) têm grande proximidade com os falantes austro-asiáticos modernos;   enquanto isso, a "genética mista" do sítio Núi Nấp da cultura Đông Sơn mostra afinidade com "Dai da China, falantes de Tai-Kadai da Tailândia e falantes austro-asiáticos do Vietnã, incluindo os Kinh";  portanto, "[a] provável disseminação do vietcongue foi para o sul do RRD, não para o norte. A contabilização da diversidade do sul exigirá explicações alternativas."  Churchman afirma que "a ausência de registos de mudanças populacionais em larga escala indica que havia um grupo bastante estável de pessoas em Jiaozhi durante o período Han-Tang que falavam línguas austro-asiáticas ancestrais do vietnamita moderno".  Numa inscrição budista datada do século VIII da aldeia de Thanh Mai, em Hanói, 100 das 136 mulheres mencionadas na epigrafia podem ser identificadas como mulheres vietnamitas étnicas.  O linguista John Phan propõe que um dialeto local do chinês médio, chamado chinês médio anamita, se desenvolveu e foi falado no Delta do Rio Vermelho por descendentes de imigrantes chineses, e mais tarde foi absorvido pelas línguas Việt-Mường coexistentes no século IX.  Phan identifica três camadas de palavras emprestadas do chinês para o vietnamita: a camada mais antiga data da dinastia Han (ca. século I d.C.) e da dinastia Jin (ca. século IV d.C.); a camada tardia data do período pós-Tang; e a camada recente data das dinastias Ming e Qing. 

#### Historiografia nacional
O estudo do norte do Vietnã e do Delta do Rio Vermelho durante o primeiro milênio d.C. é problemático. Esta região está amplamente associada à fundação do moderno país e estado-nação do Vietnã. Ela recebeu tratamento e escrutínio acadêmico excepcionais em comparação a outras regiões. Este enfoque académico único resultou em interpretações erradas críticas.  Alguns trabalhos acadêmicos notáveis ecoaram as estruturas estabelecidas da historiografia nacionalista vietnamita colonial e pós-colonial para associar toda a história do início do Delta do Rio Vermelho aos vietnamitas, ou seja, aos Kinh, e ao país moderno do Vietnã. A reescrita da história vietnamita no século XX considerou a promoção de diversas teorias de temática nacionalista. Uma teoria notável, a "continuidade", é definida como uma crença de que os povos do Delta do Rio Vermelho durante o período Han-Tang sempre mantiveram sua "identidade vietnamita" e "espírito vietnamita" únicos, que estavam indiscutivelmente enraizados nos reinos altamente sofisticados de Van Lang sob os reis Hung, que eram em grande parte lendas transformadas em "fatos históricos" sob o conhecimento da República Democrática do Vietnã. Isto aconteceu apesar da implacável aculturação chinesa, tornando-os “diferentes” de outros grupos no sul da China que “acabaram por perder as suas identidades separadas através da assimilação na cultura chinesa”.  A teoria da continuidade reconstruiu o surgimento do reino Đại Việt no século X como o despertar e a ressurreição da "soberania vietnamita", e essas tradições de excepcionalismo vietnamita continuaram no Vietnã moderno.  Por exemplo, Keith Taylor abordou alguns aspectos da historiografia nacionalista vietnamita na sua monografia de 1983, The Birth of Vietnam, e afirmou falsamente que "a independência do Vietname resultou de uma luta de mil anos para se livrar do domínio chinês por um grupo de pessoas que tinham a convicção de que 'não eram e não queriam tornar-se chineses'".  Mais tarde, Taylor retirou-se da historiografia nacionalista vietnamita. 
Não existe nenhuma evidência de “vietnamitas étnicos” que se assemelhe ao que seria considerado o vietnamita moderno durante o período Han-Tang.  Em vez disso, o antigo norte do Vietnã era muito diverso e complexo em termos de origens etnolinguísticas e culturais (como ainda é hoje). A teoria da continuidade pode ser facilmente desacreditada por exames linguísticos. Entre os séculos IX e XI, a porção norte da porção Viet-Muong de falantes de vietic supostamente divergiu, e um grupo de dialetos evoluiu para o vietnamita.  Outras teorias defendidas por John Phan apresentam evidências de que a língua vietnamita foi desenvolvida a partir de uma língua crioulizada que resultou de uma mudança linguística local do chinês médio para o proto-vietnamita após o domínio sinítico. 
Além dos anacronismos, a erudição nacionalista vietnamita também inseriu um mito de "resistência vietnamita" na história ao rotular qualquer grupo local rebelde no norte do Vietname durante o período Han-Tang como colectivamente "vietnamita" que "estava em constantes lutas contra os jugos chineses",  em contraste com os "colonizadores chineses invasores corruptos", nacionalidades e etnias modernas genéricas.  O contexto estava fortemente enredado com as percepções modernas sobre o Vietnã durante a descolonização e a Guerra Fria.   Historiadores como Catherine Churchman criticaram as tentativas de caracterizar o passado através das lentes das fronteiras nacionais modernas e projectaram um "desejo de restauração da independência nacional há muito perdida" em dinastias localizadas. 

### Fundação

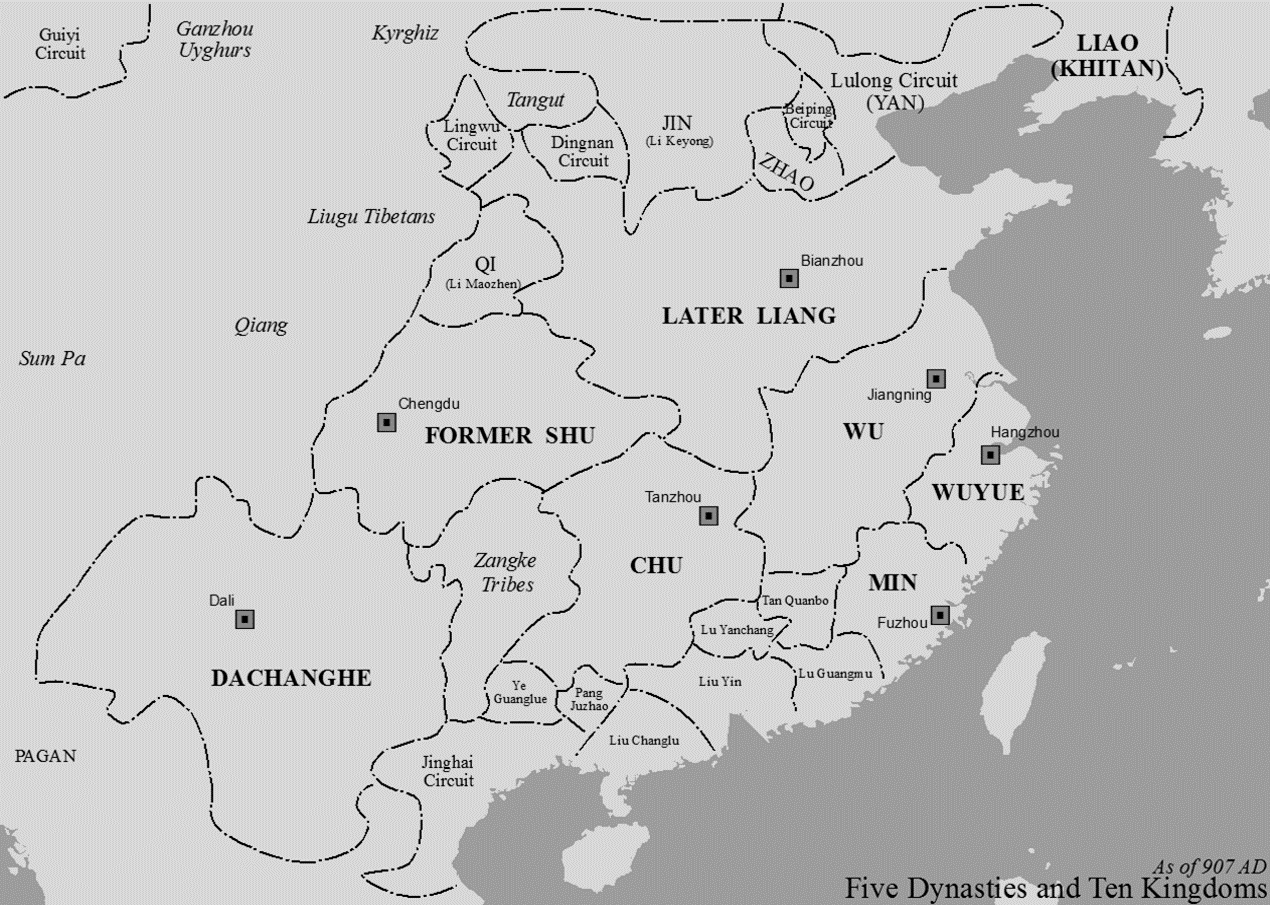
O Tĩnh Hải quân (Circuito Jinghai) do clã Khuc em 907 na parte inferior do mapa

Um regime regional liderado pela família Khúc foi formado no Delta do Rio Vermelho no início do século X. De 907 a 917, Khúc Hạo e depois Khúc Thừa Mỹ foram nomeados pelas dinastias chinesas como jiedushi (governadores tributários). O Khúc não tentou criar qualquer tipo de governo independente de jure.  Em 930, o estado vizinho de Han do Sul invadiu Annam e removeu o Khúc do poder. Em 931, Dương Đình Nghệ, um chefe local de Aizhou, revoltou-se e rapidamente expulsou os Han do Sul.  Em 937, ele foi assassinado por Kiều Công Tiễn, líder da facção revanchista aliada aos Han do Sul. Em 938, o imperador Liu Gong, do Han do Sul, liderou uma frota de invasão a Annam para ajudar Kiều Công Tiễn. O genro de Dương Đình Nghệ, Ngô Quyền, também do sul, marchou para o norte e matou Kiều Công Tiễn. Ele então liderou o povo para lutar e destruiu a frota Han do Sul no rio Bạch Đằng.  
Após derrotar a invasão Han do Sul, Ngô Quyền proclamou-se rei do principado em 939 e estabeleceu uma nova dinastia centrada na antiga fortaleza de Cổ Loa, de Âu Việt. A esfera de influência de Cổ Loa provavelmente não alcançou a outra nobreza local. Em 944, após sua morte, o cunhado de Ngô Quyền, Dương Tam Kha (filho de Dương Đình Nghệ), assumiu o poder.  O clã Dương aumentou a segregação faccional ao trazer mais homens do sul para a corte. Como resultado, o principado se desintegrou durante o reinado de Tam Kha. Os filhos de Ngô Quyền, Ngô Xương Văn e Ngô Xương Ngập, depuseram seu tio materno e tornaram-se reis duplos em 950. Em 954, Ngô Xương Ngập morreu. O jovem Ngô Xương Văn governou como o único rei e foi morto por senhores da guerra nove anos depois,  o que levou ao caos no Delta do Rio Vermelho. 

### Đại Cồ Việt (968–1054)

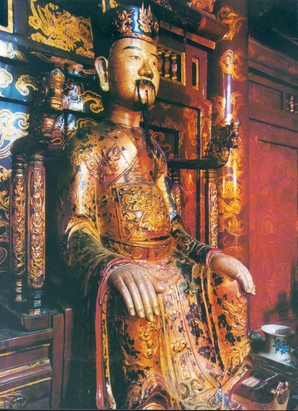
Escultura de Đinh Bộ Lĩnh no templo Hoa Lư (c. século 17)

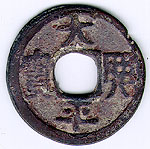
Moeda Thái Bình Hưng Bảo (~970)

A rainha Dương Vân Nga nomeou o seu companheiro, o general Lê Hoàn, chefe do estado. Os rivais de Lê Hoàn então o atacaram, mas foram derrotados. A rainha da família Dương decidiu substituir os Đinh pela família Lê de Lê Hoàn e trouxe a coroa de seu filho de seis anos, Đinh Toàn (r. 979–980) para Lê Hoàn (r. 980–1005) em 980.  Os distúrbios em Đại Cồ Việt atraíram a atenção da dinastia Song. Em 981, o imperador Song lançou uma invasão, mas foi repelido por Lê Hoàn. Em 982, ele atacou Champá, matou o rei Cham Paramesvaravarman I e destruiu uma cidade Champá.  Uma inscrição Khmer (c. 987) mencionou que naquele ano, alguns comerciantes ou enviados vietnamitas chegaram ao Camboja através do Mekong. 
Depois que Lê Hoàn morreu em 1005, a guerra civil eclodiu entre os príncipes herdeiros Lê Long Việt, Lê Long Đĩnh, Lê Long Tích e Lê Long Kính. Long Việt (r. 1005) foi assassinado por Long Đĩnh após governar por apenas três dias. Enquanto os irmãos Lê lutavam entre si, a família Lý, um membro do cadete da corte, , liderado por Lý Công Uẩn — rapidamente ascendeu ao poder. Long Đĩnh (r. 1005–1009) governou como um rei tirano e desenvolveu hemorroidas, morrendo em novembro de 1009. Lý Công Uẩn ascendeu ao trono dois dias depois, com o apoio da monarquia, como Lý Thái Tổ. 

### Período florescente: Đại Việt sob Lý e Trần (1054–1400)

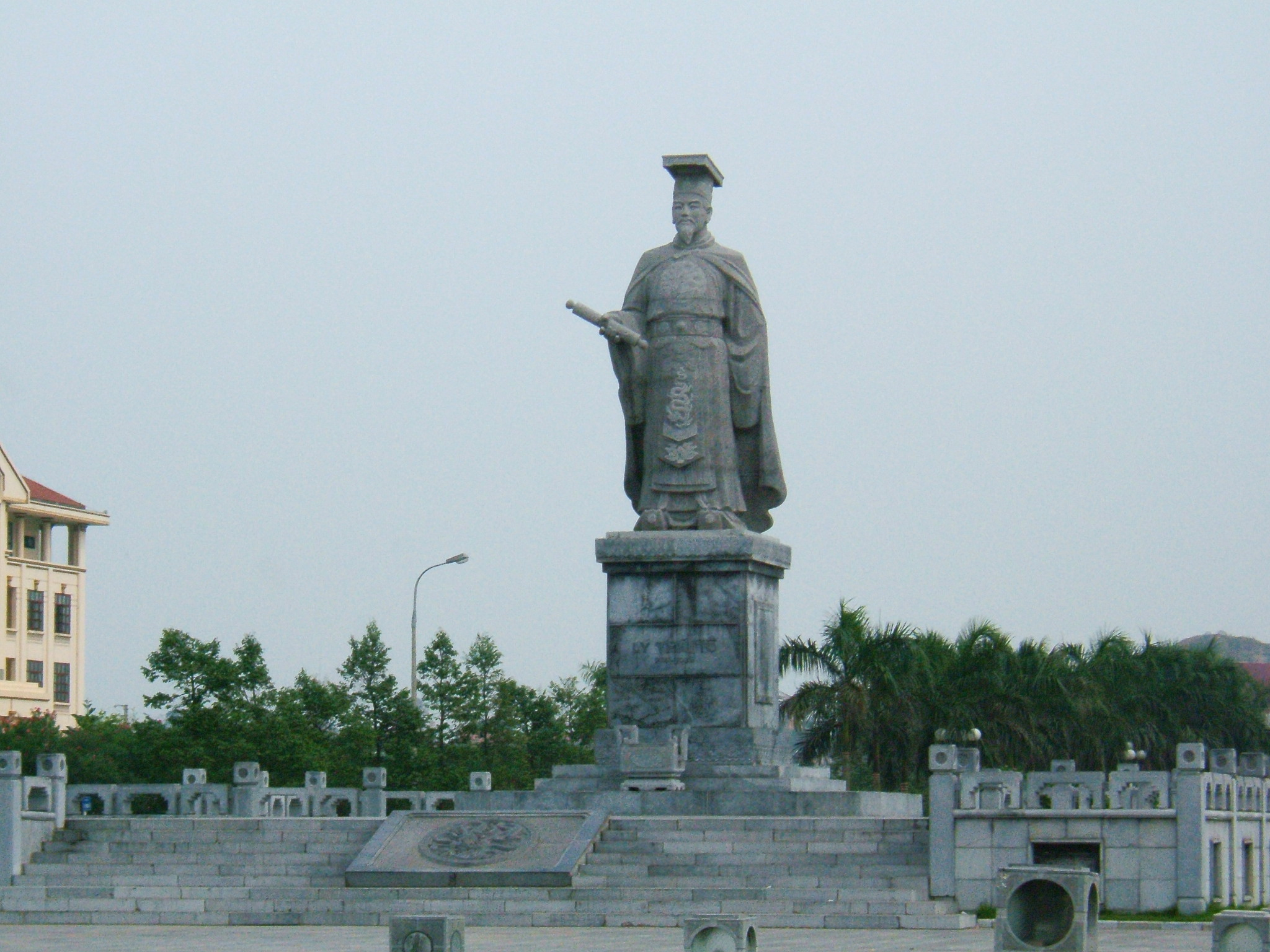
Estátua de Ly Cong Uan (974–1028) em Bac Ninh

#### Dinastia Lý

Luqīn (Aname/Đại Việt) e Sanf (Champá) são mostrados no canto inferior direito da Tabula Rogeriana, desenhada por al-Idrisi para Rogério II da Sicília em 1154.

O imperador Lý Thái Tổ (r. 1009–1028) mudou sua corte para a cidade abandonada de Đại La, que anteriormente havia sido uma sede de poder durante a dinastia Tang, e a renomeou para Thăng Long em 1010. A cidade tornou-se o que é hoje Hanói.  Para controlar e manter a riqueza da nação, em 1013, Lý criou um sistema de tributação.  Seu reinado foi relativamente pacífico, embora ele tenha feito campanha contra as comunidades Han no maciço de Hà Giang e as tenha subjugado em 1014.  Ele também lançou as bases de um estado vietnamita estável, e sua dinastia governaria o reino pelos próximos 200 anos.
O filho de Lý, Lý Thái Tông (r. 1028–1053) e o neto Lý Thánh Tông (r. 1054–1071) continuaram a fortalecer o estado Việt. Começando durante o reinado de Lê Hoàn, a expansão vietnamita estendeu territórios do Delta do Rio Vermelho em todas as direções. Os vietnamitas destruíram a capital norte de Champá, Inprapura, em 982; invadiram e saquearam cidades portuárias do sul da China em 995, 1028, 1036, 1059 e 1060;  subjugaram o povo Nùng em 1039; invadiram o Laos em 1045; invadiram Champa e pilharam as cidades Cham em 1044 e 1069;  e subjugaram as três províncias do norte de Cham, Địa Lý, Ma Linh e Bố Chính.  O contato entre a dinastia Song da China e o estado Việt aumentou por meio de ataques e missões tributárias, o que resultou em influências culturais chinesas na cultura vietnamita:  o primeiro exame civil baseado no modelo chinês foi realizado em 1075, a escrita chinesa foi declarada oficial na corte em 1174,  e o surgimento da escrita demótica vietnamita (Chữ Nôm) ocorreu no século XII. 

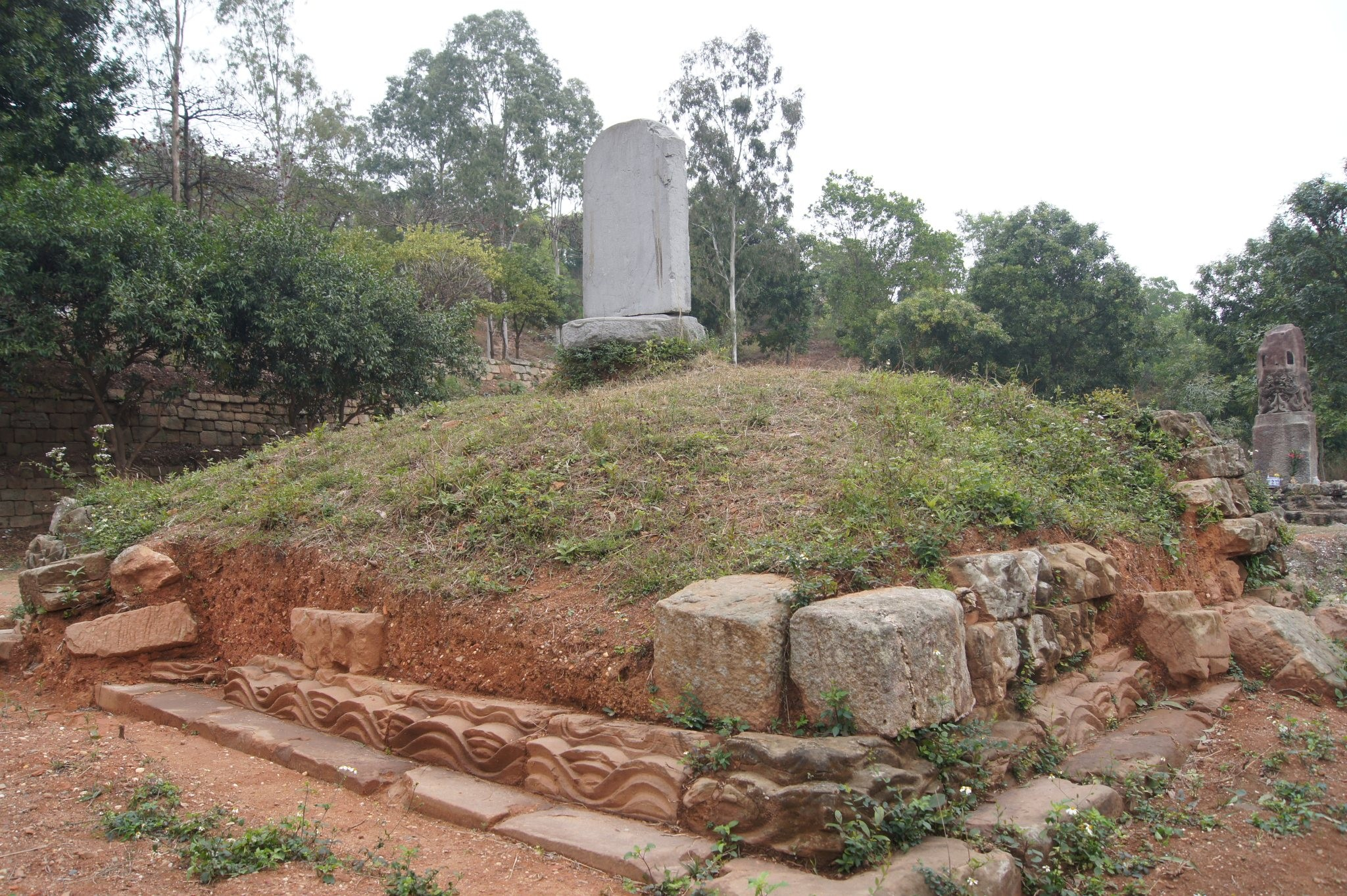
Vestígios do Pagode de Dạm (construído na época do imperador Lý Nhân Tông, no início do século XII)

Na década de 1190, mais clãs estrangeiros conseguiram penetrar e se infiltrar na família real, enfraquecendo ainda mais a autoridade de Lý. Três poderosas famílias aristocráticas — Đoàn, Nguyễn e Trần (descendentes dos imperadores Trần, um emigrante chinês de Fujian) — surgiram na corte e a contestaram em nome da realeza. Em 1210, o filho mais velho de Lý Cao Tông, Lý Sảm, tornou-se imperador Lý Huệ Tông de Đại Việt (r. 1210–1224). Em 1224, Lý Sảm nomeou sua segunda princesa, Lý Phật Kim, (imperatriz Lý Chiêu Hoàng) como sua sucessora enquanto ele abdicava e se tornava monge. Finalmente, em 1225, o líder Trần Trần Thủ Độ patrocinou um casamento entre seu sobrinho de oito anos, Trần Cảnh e Lý Chiêu Hoàng, o que significa que Lý entregaria o poder aos Trần, e Trần Cảnh tornou-se o imperador Trần Thái Tông da nova dinastia. de Đại Việt. 

#### Ascensão da dinastia Trần e invasões mongóis
Durante o seu reinado, o jovem Trần Thái Tông centralizou a monarquia, organizou o exame civil segundo o modelo chinês, construiu a Academia Real e o Templo de Confúcio e ordenou a construção e reparação de diques do delta.  Em 1257, o Império Mongol sob Möngke Khan, que estava travando uma guerra para conquistar o Império Song, enviou emissários a Trần Thái Tông e exigiu que o imperador de Đại Việt se apresentasse ao cã mongol em Pequim. Quando a demanda foi rejeitada e os enviados foram presos, cerca de 25.000 tropas mongóis-dali, lideradas pelo general Uriyangqadaï, invadiram Đại Việt de Yunnan e então atacaram o Império Song de Đại Việt. Despreparado, o exército de Trần Thái Tông foi derrotado na batalha de Bình Lệ Nguyên em 17 de janeiro de 1258. Cinco dias depois, os mongóis capturaram e saquearam Thăng Long.  Os mongóis recuaram para Yunnan quatorze dias depois, pois Trần Thái Tông se submeteu e enviou tributo a Möngke. 
Os sucessores de Trần Thái Tông, Trần Thánh Tông (r. 1258–1278) e Trần Nhân Tông (r. 1278–1293) continuaram a enviar tributos à nova dinastia Yuan liderada pelos mongóis. Em 1283, o imperador Yuan Kublai Khan lançou uma invasão a Champa. No início de 1285, ele encarregou o príncipe Toghon de liderar a segunda invasão de Đại Việt para punir o imperador vietnamita Trần Nhân Tông por não ajudar na campanha Yuan em Champa e se recusar a enviar tributos. Kublai também nomeou Trần Ích Tắc, um príncipe Trần, como imperador fantoche de Đại Việt.  Embora as forças Yuan tenham inicialmente capturado Thăng Long, foram finalmente derrotadas pela aliança Cham-Vietnamita em junho.  Em 1288, eles decidiram lançar a terceira e maior invasão de Đại Việt, mas foram repelidos. O príncipe Trần Hưng Đạo encerrou o jugo mongol com uma vitória naval decisiva na batalha do rio Bạch Đằng em abril de 1288.   Đại Việt continuou a florescer sob os reinados de Trẩn Nhân Tông e Trần Anh Tông (r. 1293–1314). 

#### Crise e invasões de Champá
Trần Anh Tông tomou o norte de Champa em 1307, intervindo em sua política por meio do casamento do rei Cham Jaya Simhavarmã III com a irmã de Trần Anh Tông, a rainha Paramecvariin. Trần Minh Tông (r. 1314–1329) entrou em conflito com o povo Tai no Laos e em Sukhothai entre as décadas de 1320 e 1330.  Durante o reinado do fraco rei Trần Dụ Tông (r. 1341–1369), rebeliões internas lideradas por servos e camponeses das décadas de 1340 e 1360 enfraqueceram o poder real.  Em 1369, devido à falta de herdeiro de Trần Dụ Tông, o poder foi tomado por Dương Nhật Lễ, um homem do clã Dương. Uma curta e sangrenta guerra civil liderada pela família real Tran contra o clã Dương eclodiu em 1369-1370, gerando tumulto. O Trần entronizou Trần Nghệ Tông (r. 1370–1372), enquanto Dương Nhật Lễ foi deposto e executado.
A rainha-mãe de Dương foi para o exílio em Champá e implorou ao rei Cham Po Binasuor (Chế Bồng Nga) para ajudá-la a se vingar. Em resposta, o império Champá sob Po Binasuor invadiu Đại Việt e saqueou Thăng Long em 1371. Seis anos depois, o exército Đại Việt sofreu uma grande derrota na Batalha de Vijaya, e Trần Duệ Tông (r. 1373–1377) foi morto. Os champás continuaram então a avançar para norte, sitiando, pilhando e saqueando Thăng Long quatro vezes, de 1378 a 1383.  A guerra com Champá terminou em 1390 depois que Po Binasuor foi morto durante sua ofensiva ao norte pelas forças vietnamitas lideradas pelo príncipe Trần Khát Chân, que usou armas de fogo na batalha. 

### Dinastia Hồ (1400–1407)

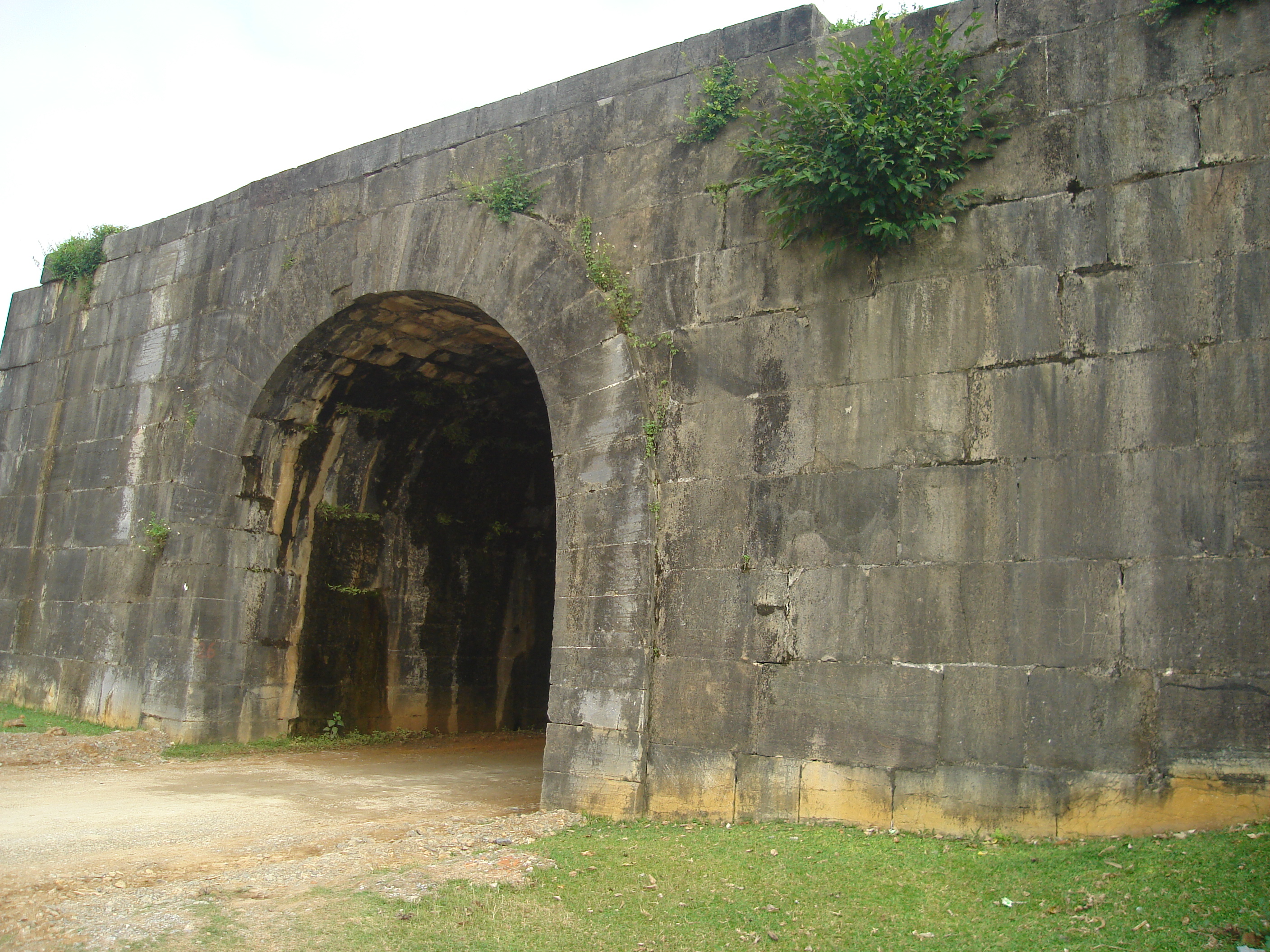
Cidadela de Tây Đô, construída por Hồ Quý Ly (c. 1397)

### Invasão e ocupação Ming (1407–1427)
O curto domínio colonial Ming teve impactos traumáticos no reino e nos vietnamitas. Na busca da sua sinicização, os Ming abriram escolas e santuários confucionistas,  proibiram antigas tradições vietnamitas, como a tatuagem, e enviaram vários milhares de estudiosos vietnamitas para a China, onde foram reeducados nos clássicos neoconfucionistas. Alguns desses literatos mudariam drasticamente o estado vietnamita sob a nova dinastia Lê quando retornaram na década de 1430 e serviram à nova corte, desencadeando uma grande mudança do budismo Maaiana para o confucionismo. Os vestígios de santuários e templos budistas anteriores a 1400 em Hanói foram sistematicamente demolidos e removidos. 

### Dinastia Lê Inicial (1428–1527)

#### Revolta de Lam Sơn

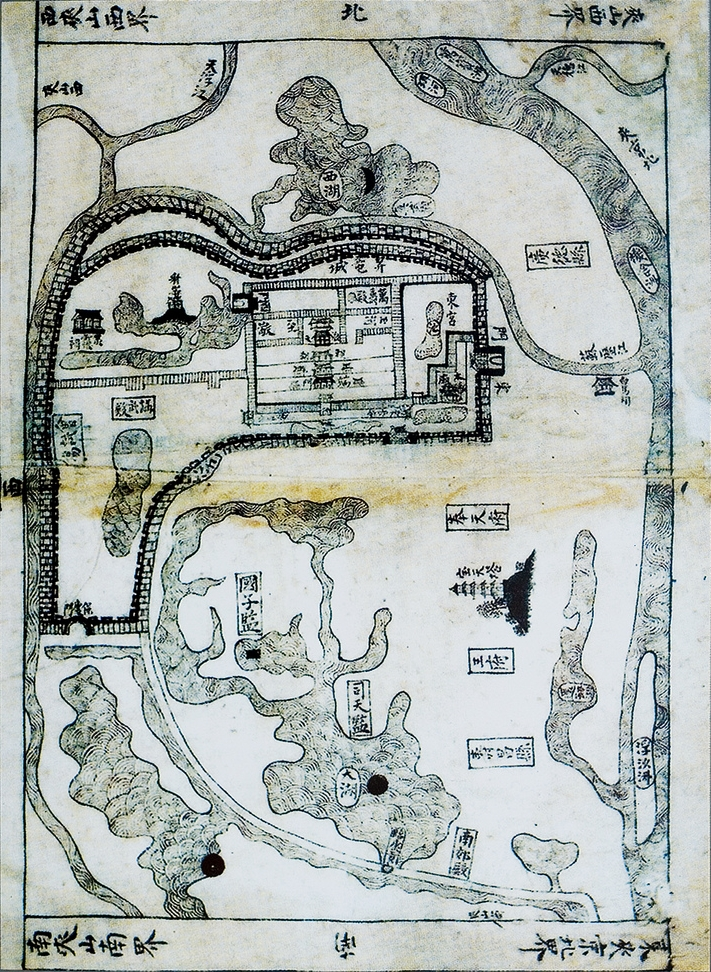
Mapa de Đông Kinh (Hanói) desenhado durante a dinastia Lê posterior

Por meio de sua proclamação, Lê Lợi convocou homens instruídos e capazes para se apresentarem para servir a nova monarquia.  Os antigos aristocratas budistas foram destituídos durante a ocupação Ming e deram origem à nova classe emergente de literatos. Pela primeira vez, foi instituída uma autoridade centralizada baseada em leis próprias. O exame literário tornou-se crucial para o estado vietnamita, e acadêmicos como Nguyễn Trãi desempenharam um papel importante na corte.
Lê Lợi mudou seu foco principal para o povo Tai e o reino Lan Xang do Laos, no oeste, devido à traição e subsequente aliança com os Ming durante sua rebelião na década de 1420. Em 1431 e 1433, os vietnamitas lançaram várias campanhas contra vários governos de Tai, subjugaram-nos e incorporaram a região noroeste ao Đại Việt.

#### Governo de Lê Lợi
Em 1439, Lê Thái Tông lançou uma campanha contra os vassalos rebeldes de Tai no oeste e os colonos chineses em Đại Việt. Ele ordenou que os chineses cortassem o cabelo curto e usassem roupas do povo Kinh.  Uma de suas irmãs, criada na China, foi forçada a cometer suicídio, sendo acusada de múltiplas conspirações. Posteriormente, teve quatro príncipes: o filho mais velho Lê Nghi Dân, o segundo Lê Khắc Xương, o terceiro Lê Bang Cơ, e o mais novo Lê Hạo . Em 1442, Lê Thái Tông morreu em circunstâncias suspeitas após uma visita à família de Nguyễn Trãi; Nguyễn Trãi e seu clã de parentes foram inocentemente condenados à morte.
Lê Bang Cơ (Lê Nhân Tông, r. 1442–1459), de um ano de idade, assumiu o trono alguns dias após a morte de seu pai. O imperador era muito jovem e a maior parte do poder político coube aos ex-camaradas de Lê Lợi, Trịnh Khả e Lê Thụ, que se aliaram à rainha-mãe Nguyễn Thị Anh . Durante a estação seca de 1445–1446, Trịnh Khả, Lê Thụ e Trịnh Khắc Phục atacaram Champa e tomaram Vijaya, onde o rei de Champá Maha Vijaya (r. 1441–1446) foi capturado. Trịnh Khả instalou Maha Kali (r. 1446–1449) como rei fantoche. Entretanto, três anos depois, o irmão mais velho de Kali o assassinou e se tornou rei. As relações entre os dois reinos degradaram-se em hostilidade.  Em 1451, em meio a lutas políticas caóticas, a rainha Nguyễn Thị Anh ordenou que Trịnh Khả fosse executado sob acusações de conspiração contra o trono real. Apenas dois dos ex-camaradas de Lê Lợi, Nguyễn Xí e Đinh Liệt, permaneceram vivos. 
Durante uma noite no final de 1459, o príncipe Lê Nghi Dân e seus seguidores invadiram o palácio, esfaqueando seu meio-irmão e a rainha-mãe. Quatro dias depois, ele foi proclamado imperador. Nghi Dân governou o reino por oito meses, antes que os dois ex-Nguyễn Xí e Đinh Liệt dessem um golpe contra ele. Dois dias após a morte de Nghi Dân, o mais jovem príncipe Lê Hạo foi coroado e nomeado Imperador Lê Thánh Tông, a Virtude Transbordante  (r. 1460–1479). 

#### Reformas e expansões de Lê Thánh Tông

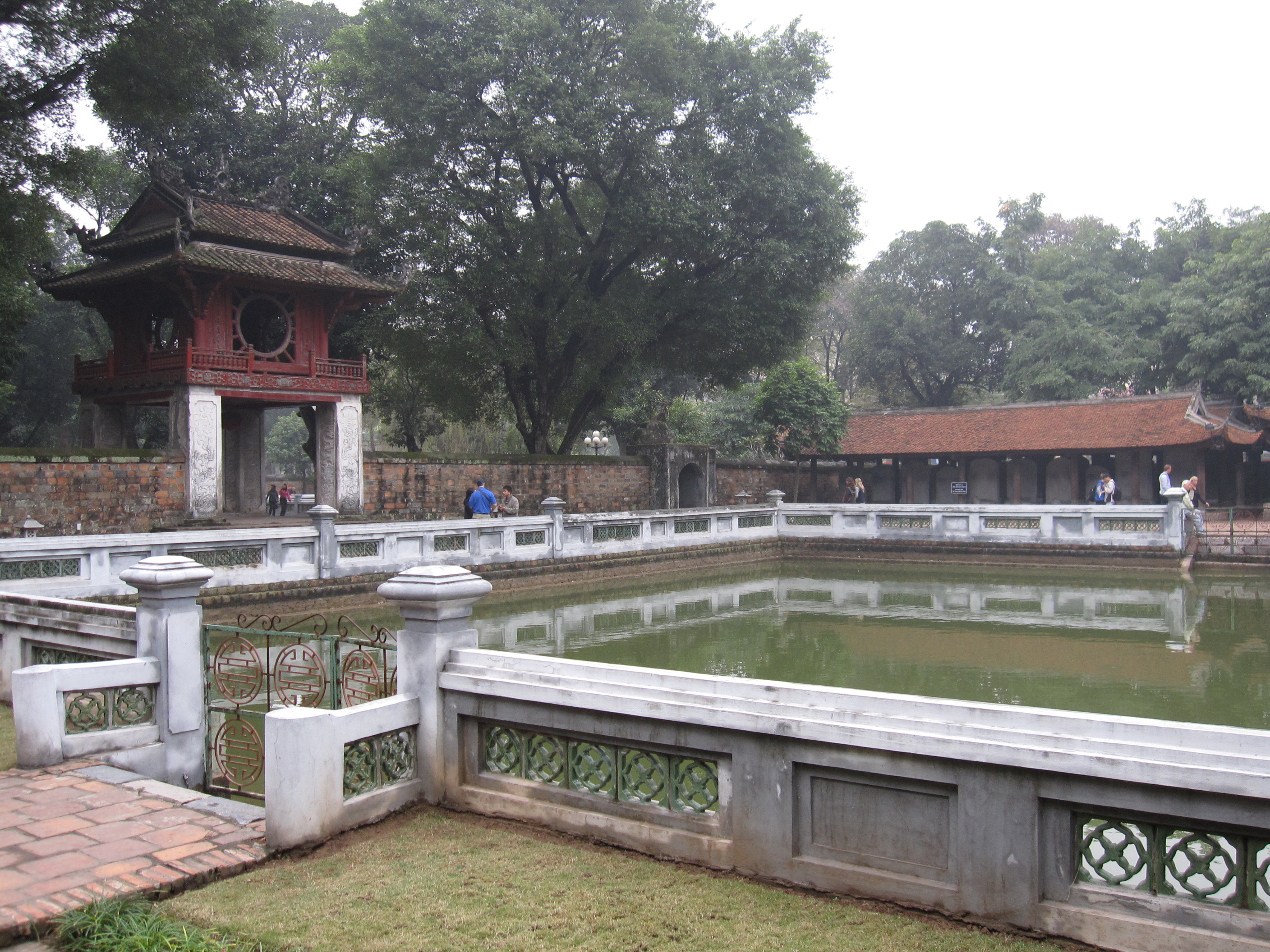
O Templo da Literatura, em Hanói, serviu como escola real durante os séculos XI a XVIII.

Para expandir o reino, Lê Thánh Tông lançou uma invasão de Champá no início de 1471, que trouxe destruição à civilização Cham e fez do estado remanescente de Kauthara um vassalo de Đại Việt. Em resposta às disputas com o Laos sobre Muang Phuan e aos maus-tratos ao enviado laosiano, Lê Thánh Tông liderou um forte exército que invadiu o Laos em 1479, saqueou Luang Phabang, ocupou-o durante cinco anos e avançou até à Alta Birmânia.   Os produtos vietnamitas, especialmente a porcelana, eram vendidos em todo o Sudeste Asiático, China, Japão, Irã, Turquia e na África Oriental. 

#### Declínio e guerra civil

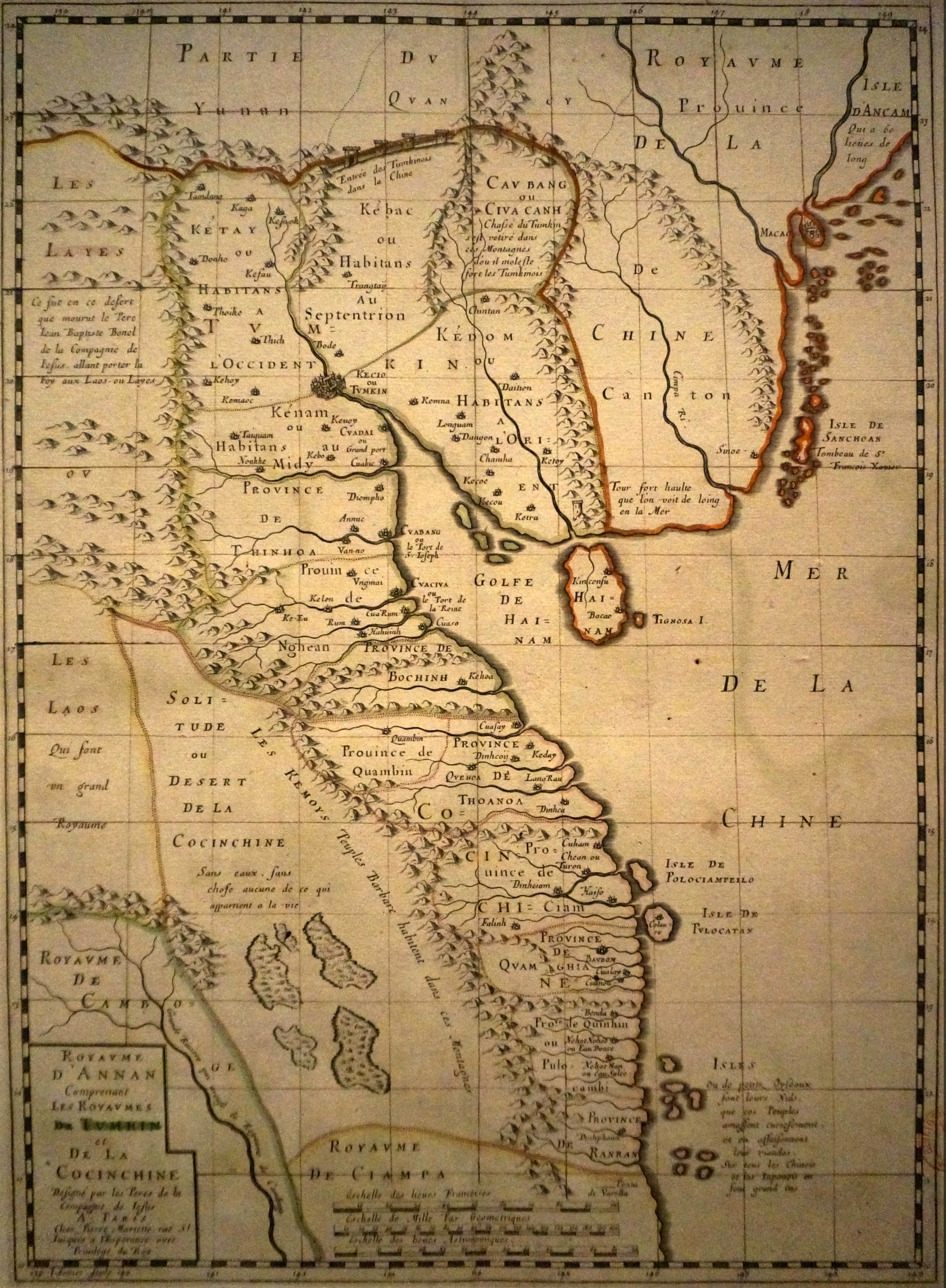
Mapa francês representando as divisões políticas do reino Đại Việt durante o século XVII: a parte norte (Tonkin) era governada pela família Trịnh, enquanto a parte sul (Cochinchina) era controlada pela dinastia Nguyễn. (1653)

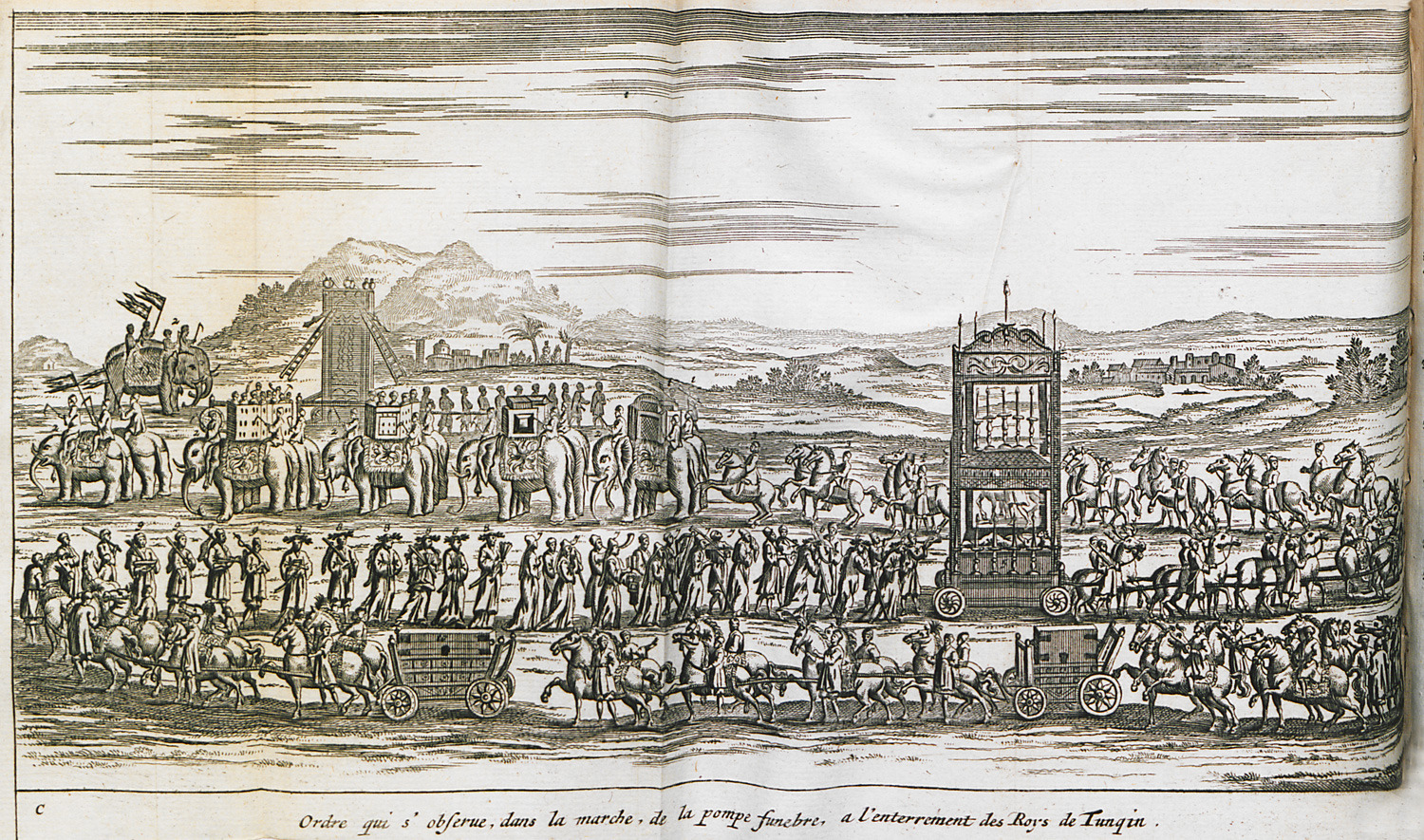
Pintura representando o funeral do senhor Trịnh Tùng, que governou o norte de Đại Việt de 1572 a 1623 como ditador militar.

### Dinastia Mạc (1527–1593)

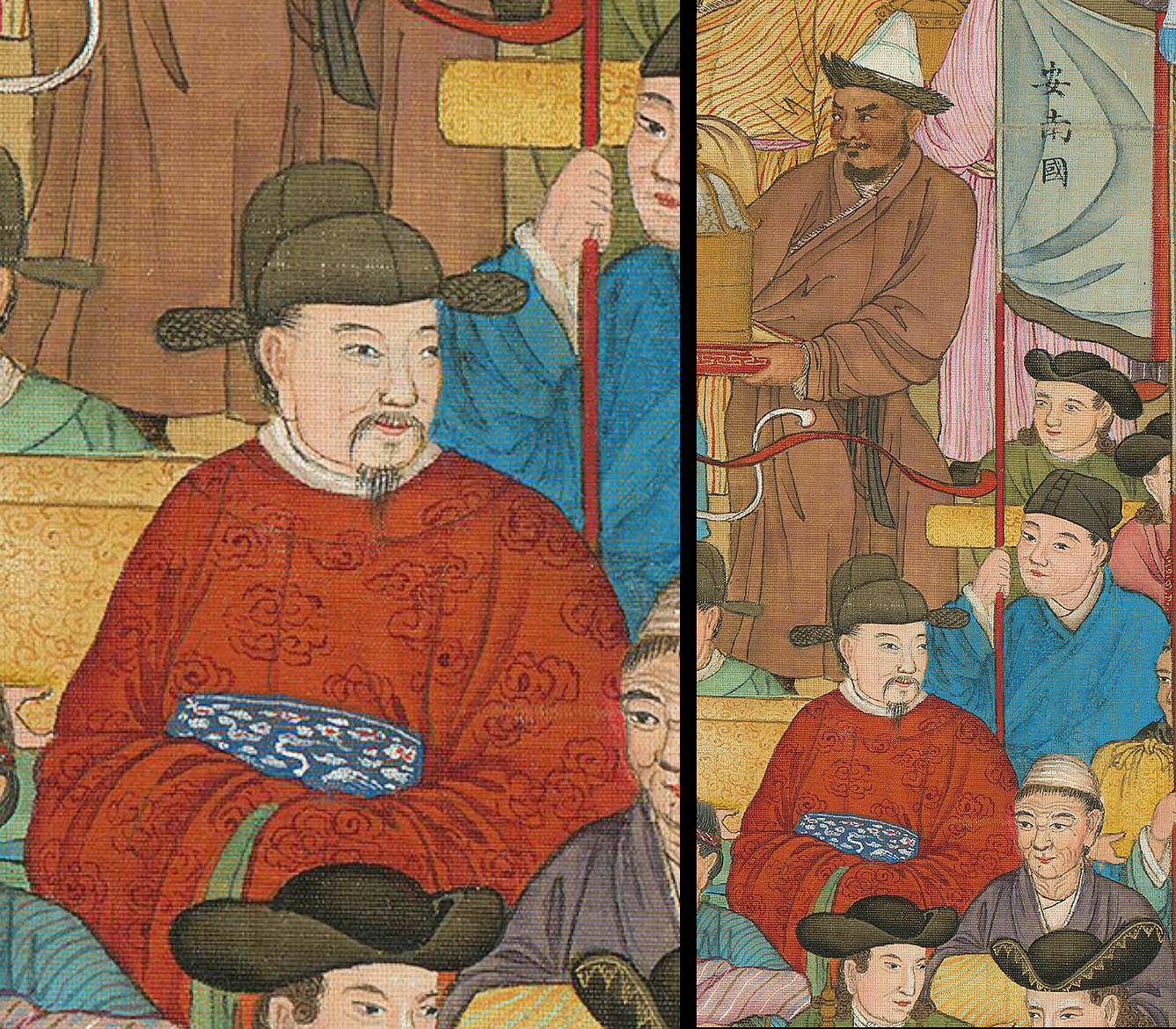
Delegados de Aname (安南国) em Pequim em 1761 (close-up da pintura万国来朝图)

### Renascimento da Dinastia Lê: controle de Trịnh e contenção de Trịnh-Nguyễn (1593-1789)
O Đại Việt do norte, controlado por Trịnh, era conhecido como Đàng Ngoài ("reino externo"), enquanto o sul controlado por Nguyễn tornou-se Đàng Trong ("reino interno"). Eles travaram uma guerra civil de 50 anos (1627–1673) que terminou sem conclusão, e os dois senhores assinaram um tratado de paz. Essa divisão estável duraria até 1771, quando três irmãos Tây Sơn — Nguyễn Nhạc, Nguyễn Huệ e Nguyễn Lữ — lideraram uma revolução camponesa que derrotaria e derrubaria os Nguyễn, os senhores Trịnh e a dinastia Le. Em 1789, os Tây Sơn derrotaram uma intervenção Qing que buscava restaurar a dinastia Lê. 

## Estrutura política

### Pré-1200
No início do período Đại Việt (pré-1200), a monarquia Viet existia como uma forma do que os historiadores descrevem como um "estado de carta"  ou um "estado de mandala".    Em 1973, Minoru Katakura usou o termo "sistema feudal centralizado" para descrever o estado Viet da dinastia Lý. Yumio Sakurai reconstruiu a dinastia Lý como uma dinastia local, significando que ela só era capaz de controlar algumas áreas internas, enquanto as áreas externas ( phu ) eram governadas autonomamente por clãs locais de várias origens etnolinguísticas, que eram leais ao clã real por meio de alianças budistas, como templos.  O rei vietnamita "homem de destreza" era o centro da estrutura de mandala que tinha influências além do Delta do Rio Vermelho por meio da aliança budista com senhores locais, enquanto a burocracia ainda era praticamente inexistente. Por exemplo, uma inscrição datada de 1107 em Hà Giang regista a ligação político-religiosa entre o clã Nùng Hà com a dinastia, ou outra inscrição datada de 1100 comemora Lý Thường Kiệt como o senhor de Thanh Hoá .  Como um reino mandala, de acordo com F. K. Lehman, seus territórios diretos não poderiam exceder mais de 150 milhas de diâmetro; no entanto, o reino Đại Việt foi capaz de manter uma grande esfera de influência devido ao comércio costeiro ativo e às atividades marítimas com outros estados do Sudeste Asiático. 

### Período Trần-Hồ

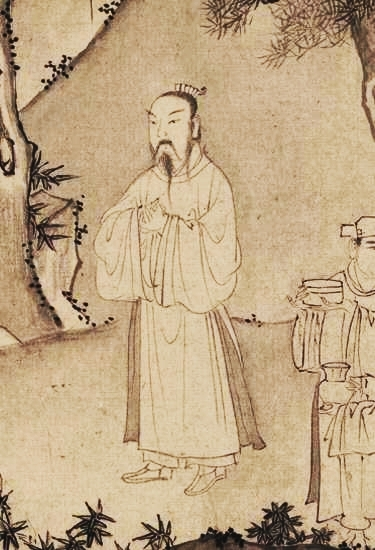
Trần Anh Tông, o quarto imperador da dinastia Trần

Durante esse período, a monarquia vietnamita enfrentou uma série de invasões maciças de Yuan e Cham, agitação política, fome, desastres e doenças, e foi levada quase ao colapso no final dos anos 1300. Hồ Quý Ly tentou resolver esses problemas eliminando os aristocratas Trần, limitando os monges e promovendo o aprendizado clássico chinês, mas isso resultou em catástrofe política. 

### Período moderno inicial

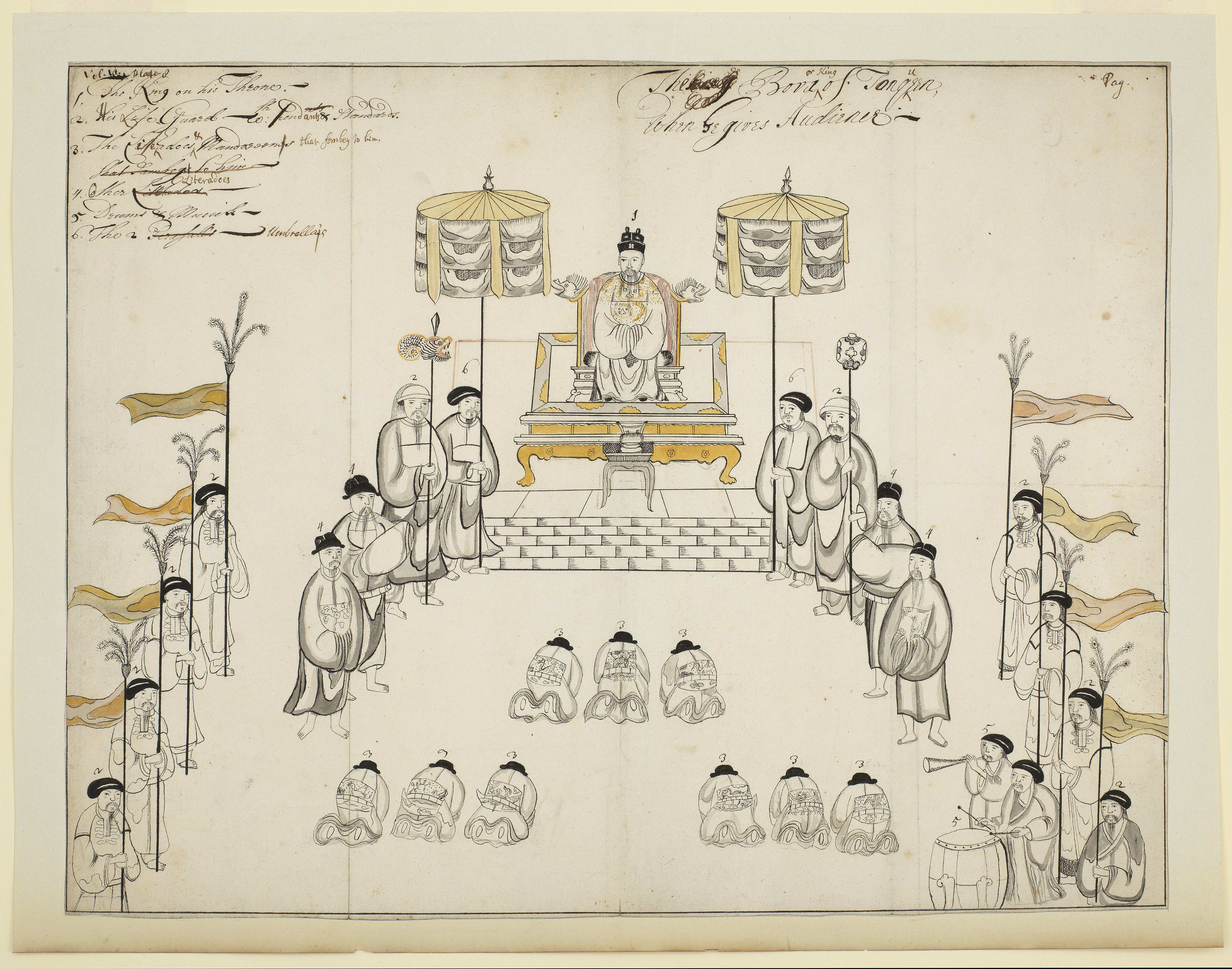
A pintura retrata o imperador Lê Hy Tông (r. 1675–1705) dando uma audiência (c. 1685).

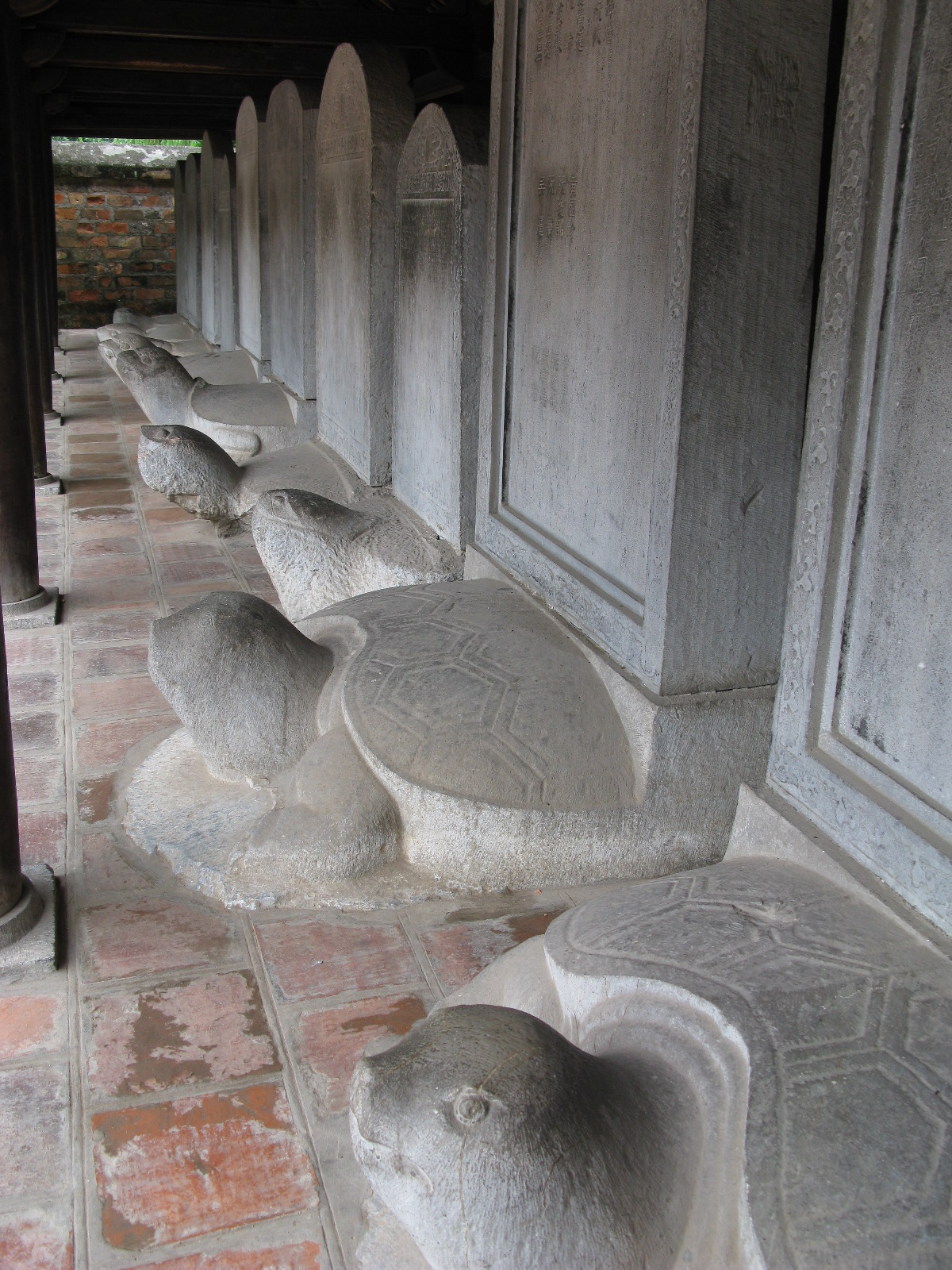
Estelas inscritas com nomes de acadêmicos de pós-graduação em Quốc Tử Giám, Hanói

Como rei confucionista, Lê geralmente não gostava do cosmopolitismo e do comércio exterior. Ele proibiu a escravidão, que havia sido popular durante séculos anteriores, e limitou o comércio. Durante seu reinado, o poder era baseado em obrigações institucionais que impunham lealdade à corte e aos méritos, em vez de um relacionamento religioso entre a aristocracia e a corte real. A agricultura autossuficiente e o artesanato monopolizado pelo Estado foram incentivados. 
A hierarquia social de Đại Việt do século XV compreendia: 

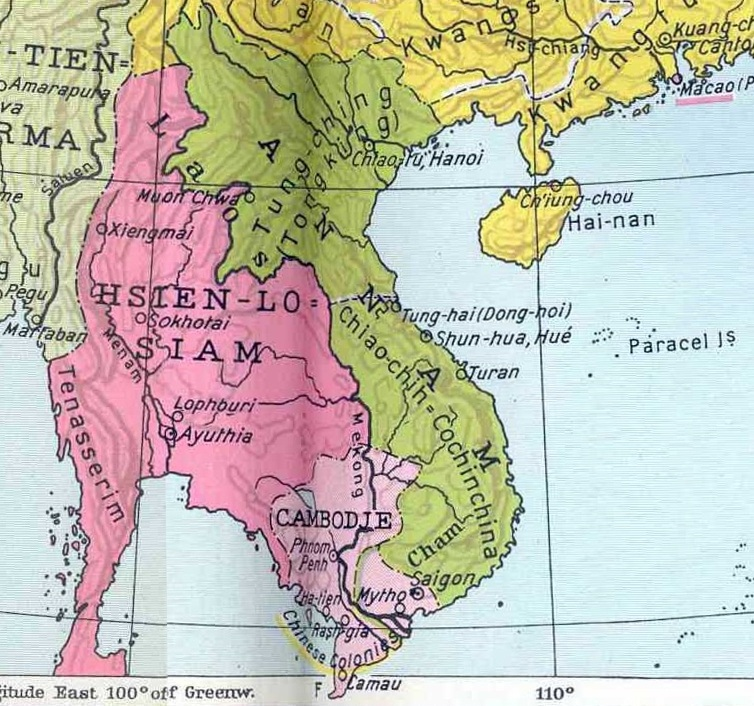
Đại Việt, ou Annam, em meados do século XVIII, foi politicamente dividido perto do paralelo 18 norte, entre os domínios de Trinh e Nguyen.

- Vua / Hoàng Đế – Imperador
- Hoàng Tử – Príncipe herdeiro
- Vương – Príncipes comuns
- Công – Duque
- Hầu – Marquês
- Bá – Conde

Nobreza não real:
- Tử – Visconde
- Nam – Barão

Após o fim da guerra Lê-Mạc em 1592, com os Mạc expulsos do Delta do Rio Vermelho, os dois clãs de Trịnh e Nguyễn, que reviveram a dinastia Lê, emergiram como os poderes mais fortes e retomaram suas próprias lutas internas, de 1627 a 1672. O clã Trịnh do norte instalou-se como regente da dinastia Lê em 1545, mas, na realidade, eles detinham o maior poder na corte real e eram os governantes de facto da metade norte de Đại Việt.  Eles começaram a usar o título Chúa ("senhor"), que estava fora da hierarquia clássica da nobreza.  O rei Lê foi reduzido a uma figura decorativa, governando seriamente enquanto o senhor Trịnh tinha poder total para entronizar ou remover qualquer rei que ele favorecesse. O líder Nguyễn do sul também começou a se proclamar senhor Chúa em 1558. Inicialmente, eles eram considerados súditos da corte Lê, que era controlada pelo senhor Trịnh. No entanto, no início de 1600, eles governaram o sul de Đại Việt como um reino independente e se tornaram os principais rivais do domínio Trịnh. O legado de Lê Thánh Tông, como seu Código de 1463 e instituições burocráticas, foi revivido no norte e de alguma forma continuou a persistir, durando até o período da Indochina Francesa. 
Antes e depois da guerra, os dois clãs Thanh Hoá dividiram o reino em dois regimes coexistentes, mas rivais: o norte Đàng Ngoài, ou Tonkin, governado pela família Trịnh, e o sul Đàng Trong, ou Cochinchina, governado pela família Nguyễn; sua fronteira natural era a cidade de Đồng Hới (18º paralelo norte).  Cada estado tinha seu próprio tribunal independente. No entanto, o senhor Nguyễn ainda procurou subordinar-se à dinastia Lê, que também permaneceu sob a supervisão de Trịnh,  mantendo uma união imaginária. Prestar homenagem e respeito ao rei Lê continuou sendo uma fonte de legitimidade de ambos os senhores e de adesão à ideia de um estado vietnamita unificado, mesmo que tal coisa não existisse mais. 
A rebelião de Tay Son no final do século XVIII foi um momento extraordinário do período caótico do Vietnã, quando os três irmãos Tay Son dividiram o reino em três reinos subordinados e independentes: Nguyen Hue controlava o norte, Nguyen Nhac o centro e Nguyen Lu controlava o Delta do Mekong. 

### Economia

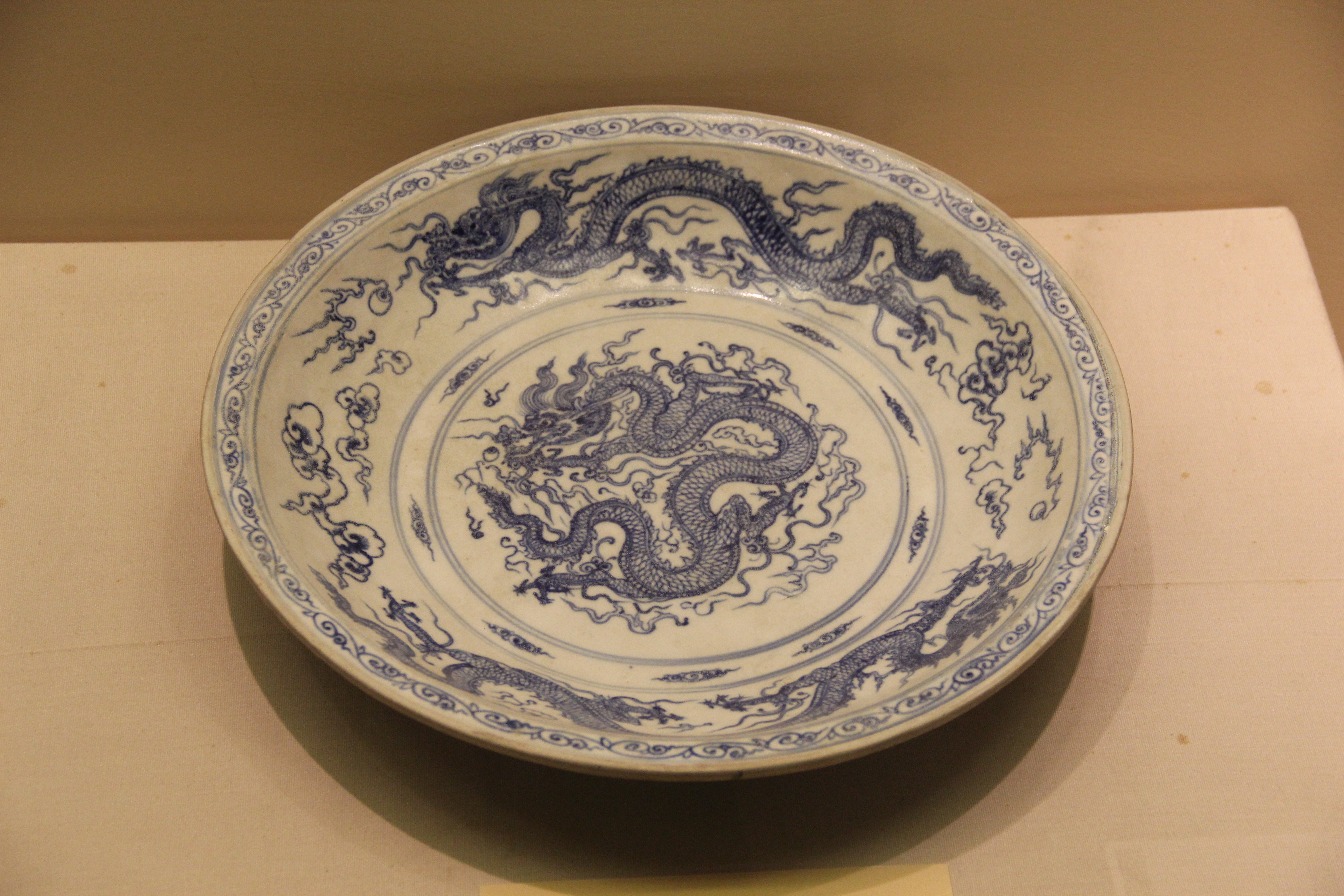
Um prato de cerâmica azul e branca vietnamita do século XV. Museu Nacional de História Vietnamita

...Os produtos locais [Anamitas] incluem coisas como ouro e prata, bronze, cinábrio, pérolas, búzios, chifres de rinoceronte, elefantes, penas de martim-pescador, amêijoas gigantes e vários aromáticos, bem como sal, laca e sumaúma....
...Viajantes para os Condados do Sul [Sul da China] atraem pessoas de lá para servir [em Aname] como escravas e carregadores. Mas quando chegam aos condados e assentamentos [Homens], são amarrados e vendidos. Um escravo pode render dois taéis de ouro. Os condados e assentamentos então se viram e os vendem em Jiaozhi [Hanói], onde eles trazem três taéis de ouro. A cada ano, nada menos que 100.000 pessoas [são vendidas como escravas]. Para aqueles com habilidades, o preço em ouro dobra...
O único porto de Đại Việt, localizado na foz do Rio Vermelho — uma cidade chamada Van Don  — perto da Baía de Ha Long, era considerado muito distante da principal rota marítima. Marco Polo, que não visitou, mas reuniu informações dos mongóis, ofereceu uma descrição de Đại Việt: "Eles encontram neste país uma grande quantidade de ouro e também têm uma grande abundância de especiarias. Mas eles estão tão longe do mar que os produtos têm pouco valor e, portanto, seu preço é baixo". A maioria dos navios mercantes do Sudeste Asiático e da Índia que navegavam ao longo da costa vietnamita do Mar da China Meridional frequentemente paravam nas cidades portuárias de Champa, contornavam Đại Việt e o Golfo de Tonquim e seguiam para o sudeste da China.
Comparado ao mais conhecido Champá, Đại Việt era pouco conhecido no mundo distante até a chegada dos exploradores espanhóis e portugueses no século XVI. Fontes medievais como o Catálogo de Livros de Ibne Nadim (c. 988 d.C.) mencionam que o rei de Luqin, ou Lukin (Đại Việt), invadiu o estado de Sanf (Champa) em 982.  Đại Việt foi incluído no atlas mundial do geógrafo árabe Muhammad al-Idrisi, a Tabula Rogeriana . No início de 1300, Đại Việt foi brevemente relatado pelo historiador persa Raxidadim em seus anais Ilkhanid como Kafje-Guh, que era a versão de um topônimo mongol/chinês para Đại Việt, Jiaozhiquo. 

## Arte e religião

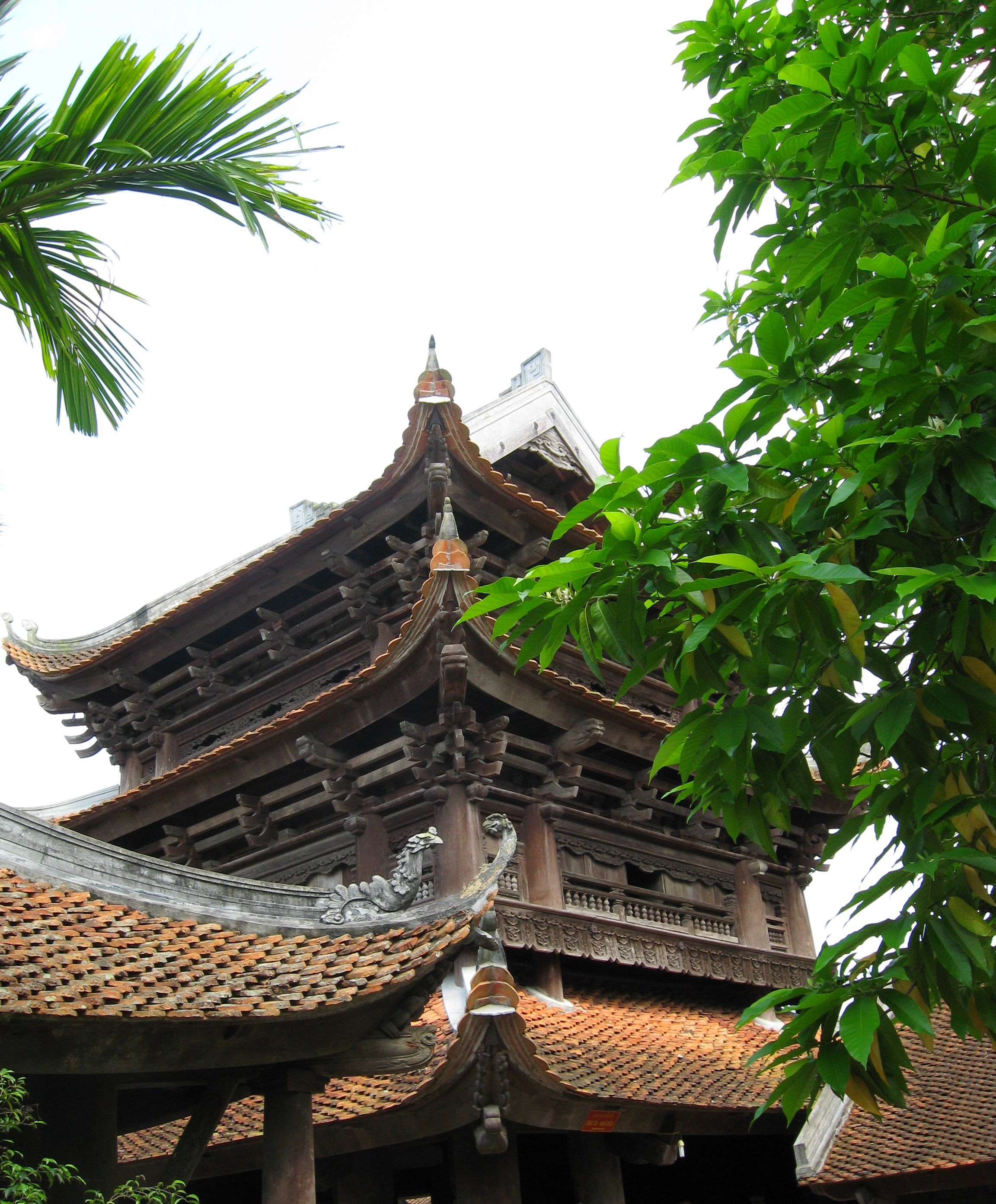
Torre de madeira do Templo Keo (c. 1630)

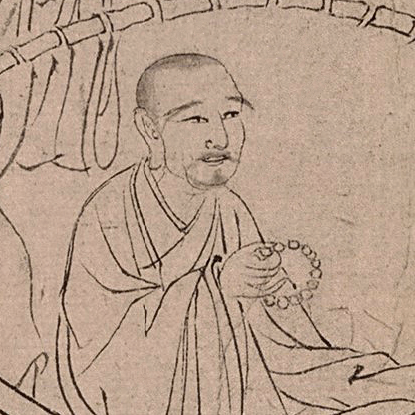
Imperador Trần Nhân Tông (1258–1308), o fundador da seita Trúc Lâm

O budismo vietnamita atingiu seu ápice durante o período medieval. O rei, a corte e a sociedade eram profundamente religiosos. De acordo com as inscrições Ratnaketu Dhāraṇī de Đinh Liễn (c. 973), o budismo Mahayana e alguns elementos do budismo tântrico foram promovidos pelo imperador e pela realeza. Os sutras Mahayana, juntamente com o discurso do príncipe, foram inscritos nestes pilares.  A inscrição de Lê Đại Hành (c. 995), entretanto, menciona o Budismo Thiền como a religião real. No início do século XI, o Mahayana, o hinduísmo, as crenças populares e a adoração espiritual foram fundidos e formados em um novo credo pela realeza Ly, que frequentemente realizava rituais budistas, juramentos de sangue e orava por divindades espirituais. Esta religião sincrética, apelidada de "religião da dinastia Ly" por Taylor, abrange a adoração amalgamada do budismo, das divindades budistas indianas Indra e Brahma e da lenda popular Cham, Lady Po Nagar.   A religião da dinastia Lý foi posteriormente absorvida pela religião popular vietnamita. Os imperadores construíram templos e estátuas dedicados a Indra e Brahma em 1016, 1057 e 1134,  juntamente com templos para lendas vietnamitas. Em um funeral, o corpo do imperador foi colocado em uma pira para ser queimado, de acordo com a tradição budista. As principais características do budismo vietnamita foram amplamente influenciadas pelos budistas Chan chineses.  Uma inscrição de templo datada de 1226 em Hanói descreve um altar budista vietnamita: "a estátua de Buda era ladeada por uma Apsara, uma das ninfas hindus da água e da nuvem, e um Bodhisattva com o punho cerrado. Diante do altar estavam estátuas de um Guardião do Dharma ladeado por Mỹ Âm, rei dos Gandharvas, maridos músicos míticos das Apsaras, e Kauṇḍinya, o principal discípulo inicial do Buda." 
A sangha budista, patrocinada pela realeza, possuía a maioria das terras agrícolas e a riqueza do reino. Uma estela erguida em 1209 registra que a família real doou 126 acres de terra para um pagode.  Um templo budista vietnamita geralmente era construído de madeira e tinha um pagode/stupa feito de tijolos ou pedras de granito. A arte budista vietnamita compartilha semelhanças com a arte cham, especialmente suas esculturas.  A escultura da folha de bodhi do dragão simboliza o imperador, enquanto a folha de bodhi da fênix representa a rainha.  O budismo moldou a sociedade e as leis durante a dinastia Ly de Đại Việt. Príncipes e membros da realeza foram criados em mosteiros budistas e ordenados monges. 

Templos budistas vietnamitas
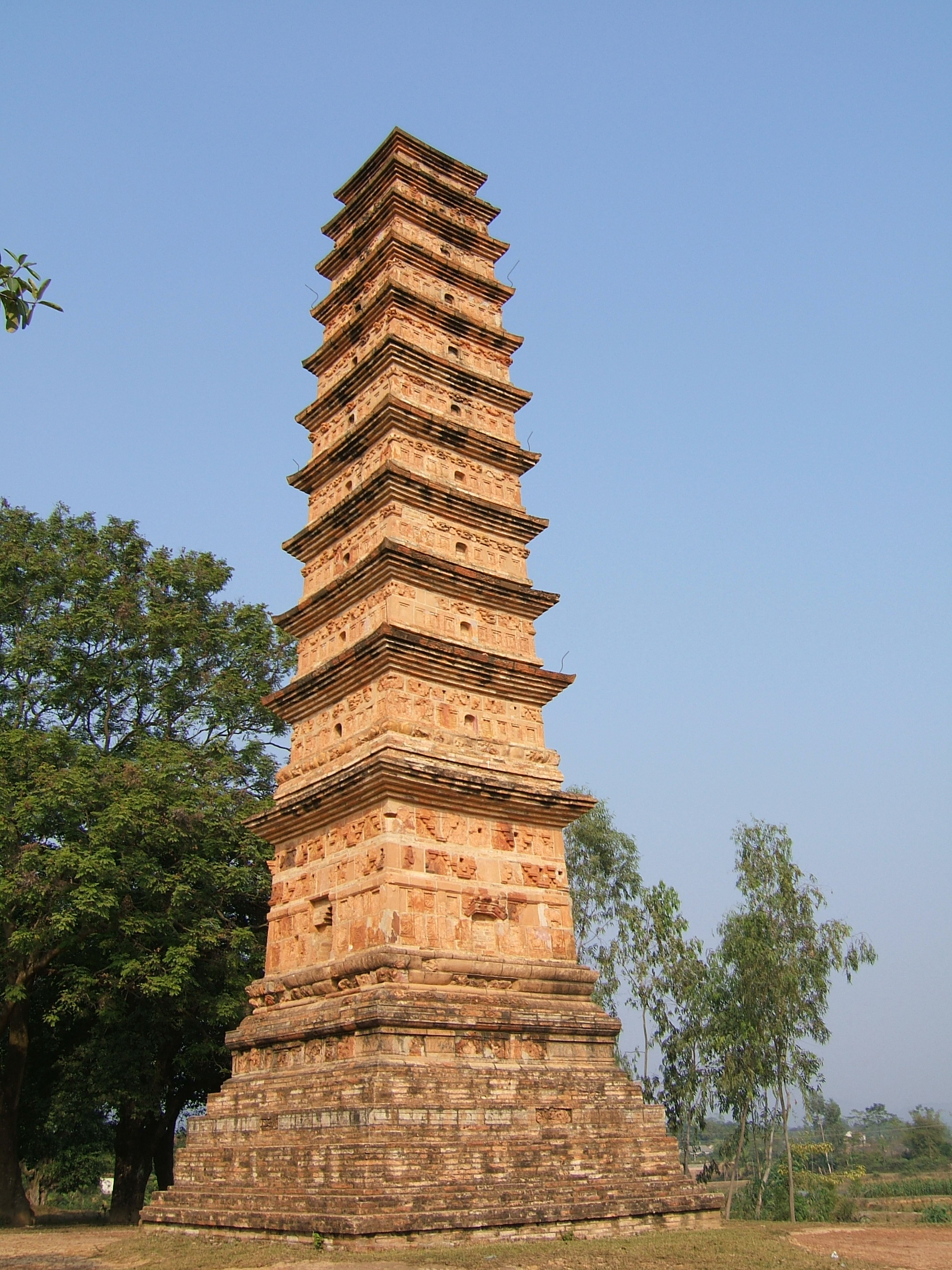
Pagode Bình Sơn, Vĩnh Phúc, c. 1200
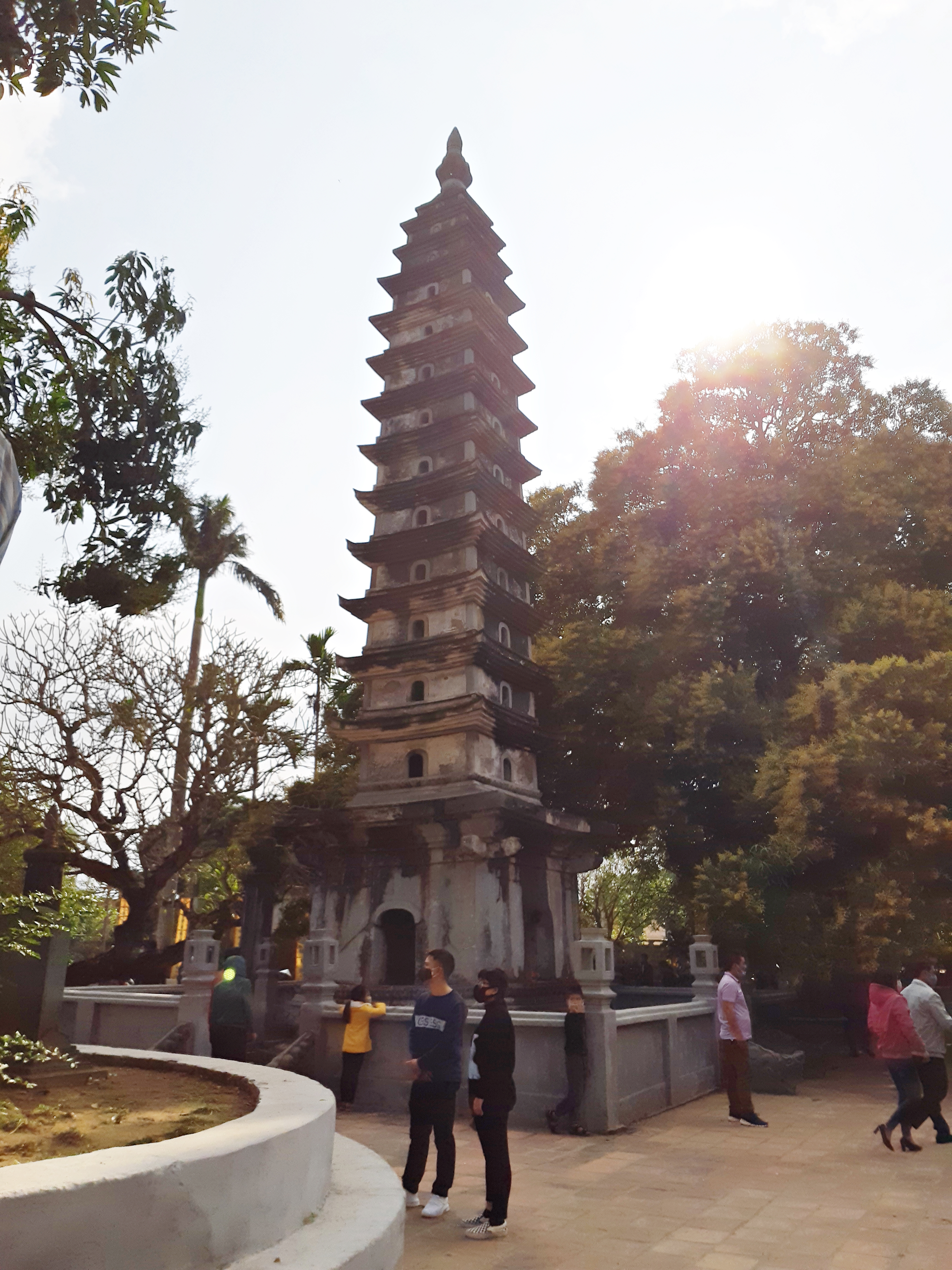
Templo Phổ Minh, c. 1262
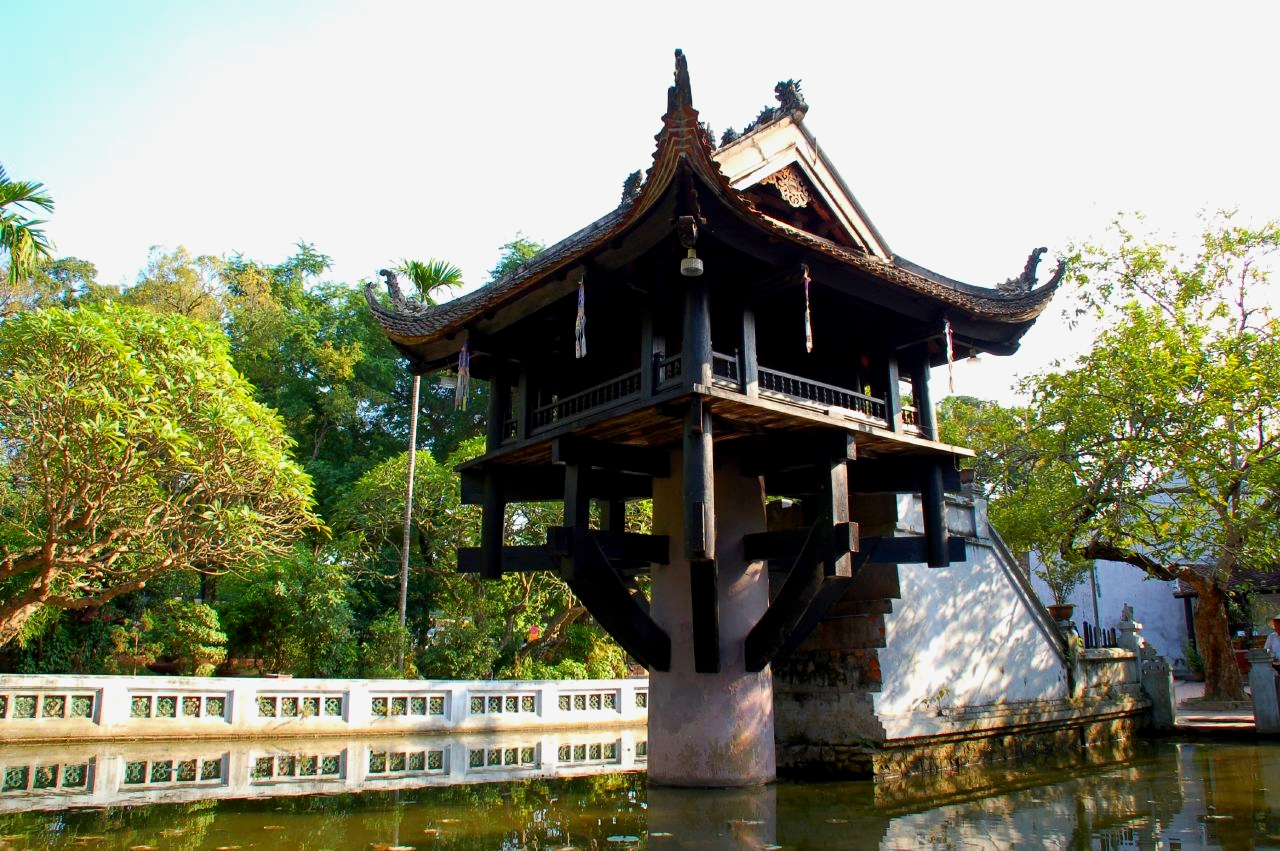
O Pagode de Um Pilar, c. 1050 pelo Imperador Lý Thái Tông[192] e destruído em 1952
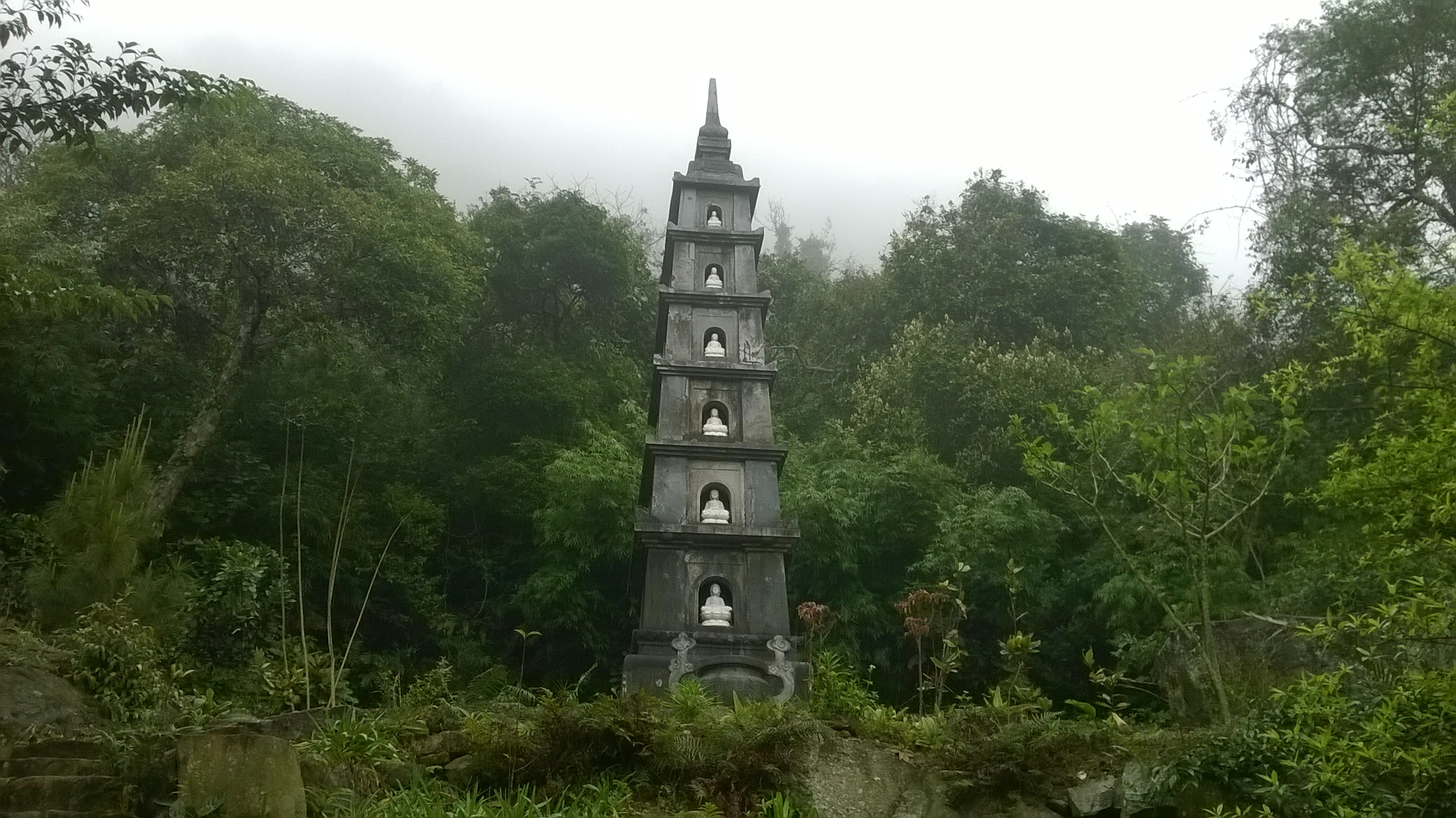
Um pagode do século XIV nas selvas de Quảng Ninh
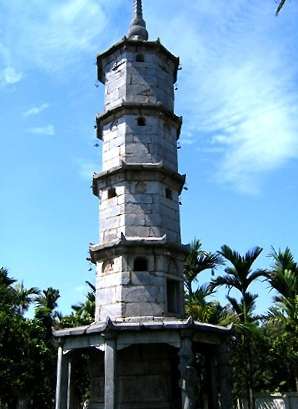
Pagode Bảo Nghiêm, no Templo Bút Tháp, c. 1647
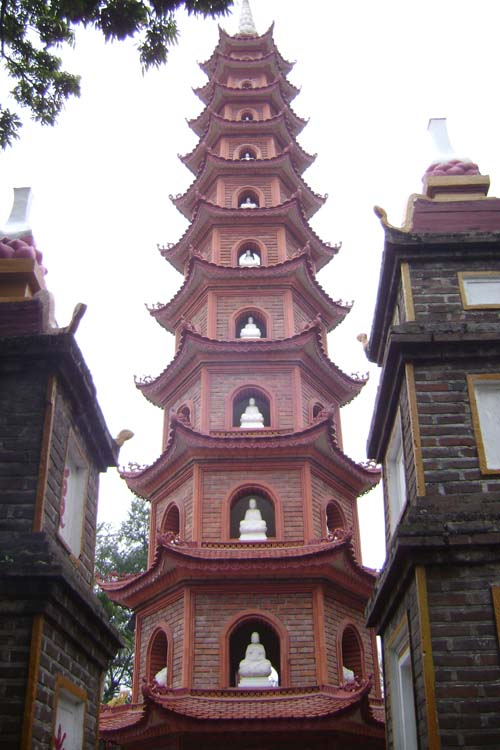
Pagode de Trấn Quốc, c. 1615
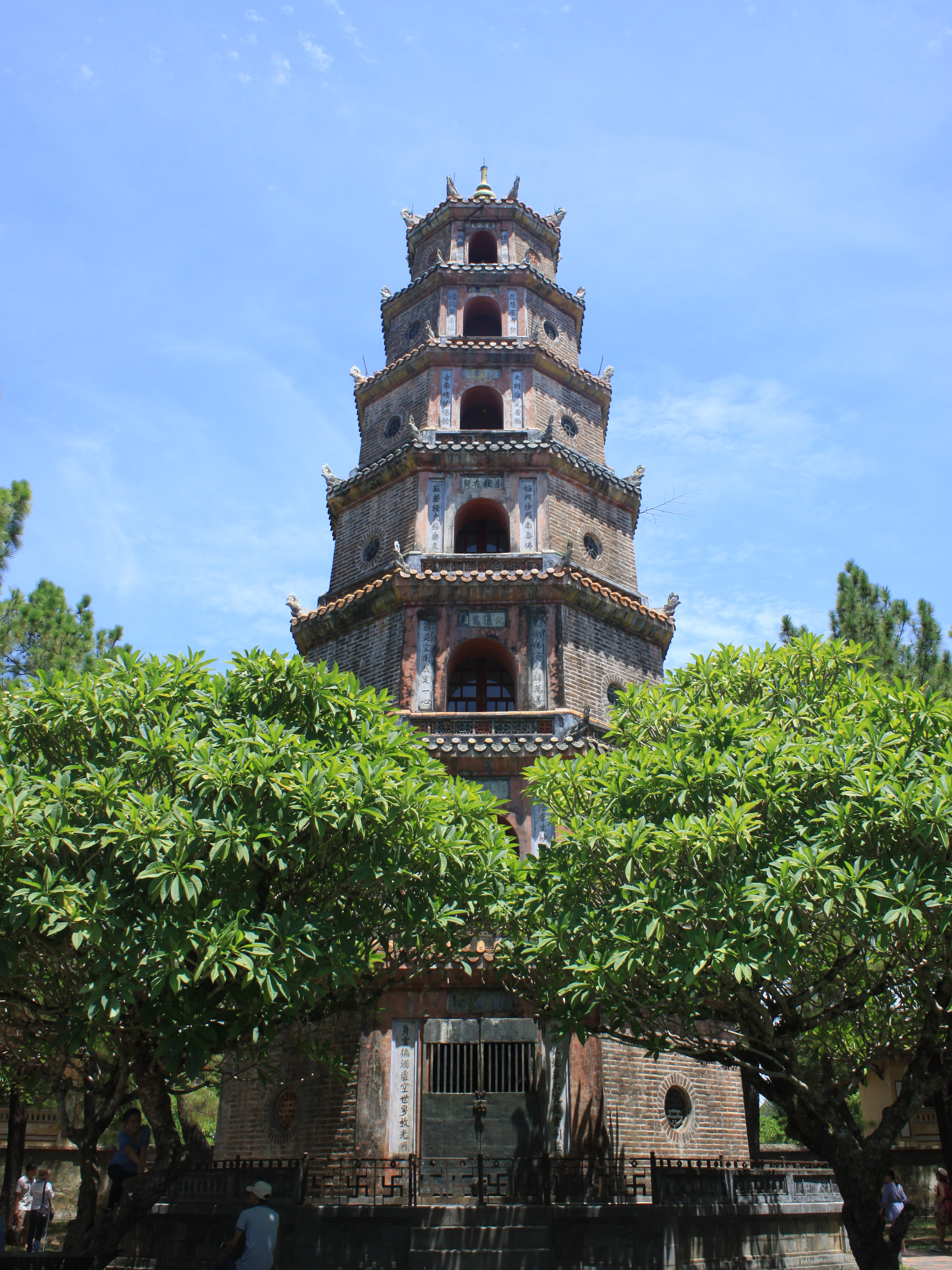
Templo Thiên Mụ, c. 1590
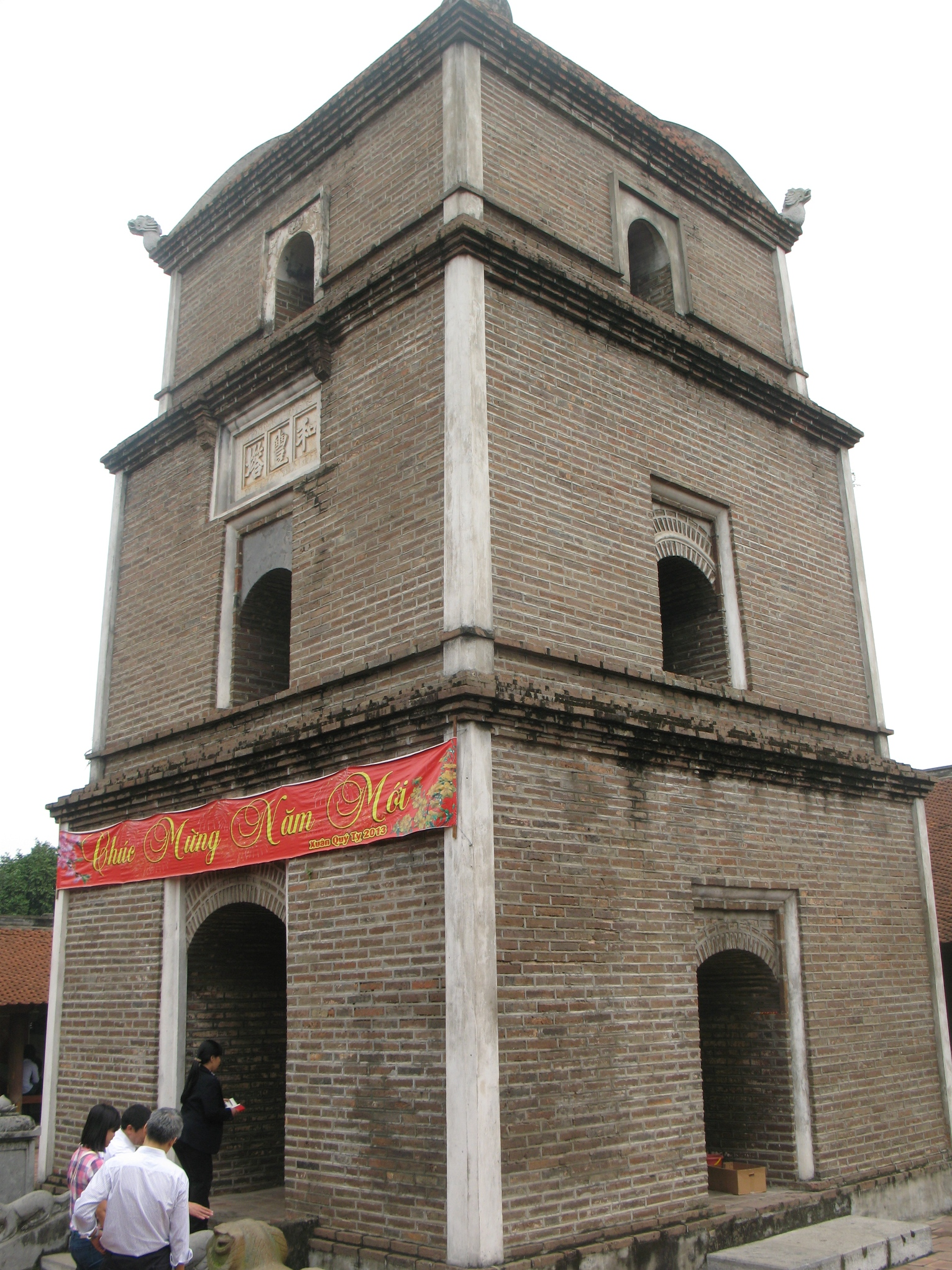
Templo Dâu, c. 1647

## Linha do tempo da dinastia
|                   |     |  |      |            |      |      |    | Dominação Ming | Dominação Ming |      |      |      |      | Nam–Bắc triều * Bắc Hà–Nam Hà | Nam–Bắc triều * Bắc Hà–Nam Hà | Nam–Bắc triều * Bắc Hà–Nam Hà |         |        | Indochina Francesa |             |
| Dominação Chinesa | Ngô |  | Đinh | Lê Inicial | Lý   | Trần | Hồ | Trần Posterior |                | Lê   | Mạc  | Mạc  | Mạc  | Lê Restaurada                 | Lê Restaurada                 | Lê Restaurada                 | Tây Sơn | Nguyễn | Nguyễn             | Era moderna |
|                   |     |  |      |            |      |      |    |                |                |      |      |      |      |                               |                               |                               |         |        |                    |             |
|                   |     |  |      |            |      |      |    |                |                |      |      |      |      | Senhores Trịnh                |                               |                               |         |        |                    |             |
|                   |     |  |      |            |      |      |    |                |                |      |      |      |      |                               | Senhores Nguyễn               |                               |         |        |                    |             |
| 939               |     |  |      | 1009       | 1225 | 1400 |    |                | 1427           | 1527 | 1592 | 1592 | 1592 |                               |                               | 1788                          |         | 1858   | 1945               |             |